# Harry Nelson Pillsbury
Cet article utilise la notation algébrique pour décrire des coups du jeu d'échecs.
Harry Nelson Pillsbury (né le 5 décembre 1872 à Somerville (Massachusetts) - mort le 17 juin 1906), fut l'un des plus brillants joueurs d'échecs de 1892 à 1904. À l'âge de 22 ans il remporta le tournoi d'Hastings 1895. Mais, prématurément emporté par la maladie, il ne put disputer à Emanuel Lasker le titre de champion du monde.

## Biographie

### Jeunesse
Pillsbury exerça brièvement les fonctions d'employé de banque à New York City en 1894 puis à nouveau à Philadelphie en 1898. 
Dès 1890, alors qu'il n'avait appris à jouer aux échecs que depuis deux ans, il battit en tournoi un champion local, H. N. Stone. En avril 1892, il fit sensation en remportant un match en deux parties contre le champion du monde Wilhelm Steinitz, qui lui avait fait l'avantage d'un pion. Dès ce moment, la réputation de Pillsbury se propagea comme une traînée de poudre, et il n'eut bientôt plus aucun adversaire à sa taille sur la scène des échecs new-yorkaise.

### Le tournoi de Hastings 1895
Le club d'échecs de Brooklyn se cotisa pour payer son voyage en Europe, afin qu'il participe au tournoi d'Hastings 1895, qui opposait les plus forts joueurs d'échecs du moment. Le jeune homme de 22 ans passa à la postérité en remportant le tournoi, dépassant le nouveau champion du monde Emanuel Lasker, l'ex-champion du monde Wilhelm Steinitz, et leurs concurrents les plus sérieux (Mikhaïl Tchigorine, l'anglais Isidor Gunsberg, Siegbert Tarrasch, Carl Schlechter et David Janowski).
Le jeu tactique et entreprenant dont Pillsbury fit preuve tout au long du tournoi popularisa le Gambit dame pour le reste de la décennie 1890, notamment grâce à sa fameuse victoire contre Tarrasch. Cette dernière donne un exemple de ce qu'on a appelé attaque Pillsbury dans le Gambit dame refusé : Cf3-e5 suivi de f2-f4, nouveau système avec lequel il remporta de nombreuses victoires.

### Le tournoi de Saint-Pétersbourg 1895-1896

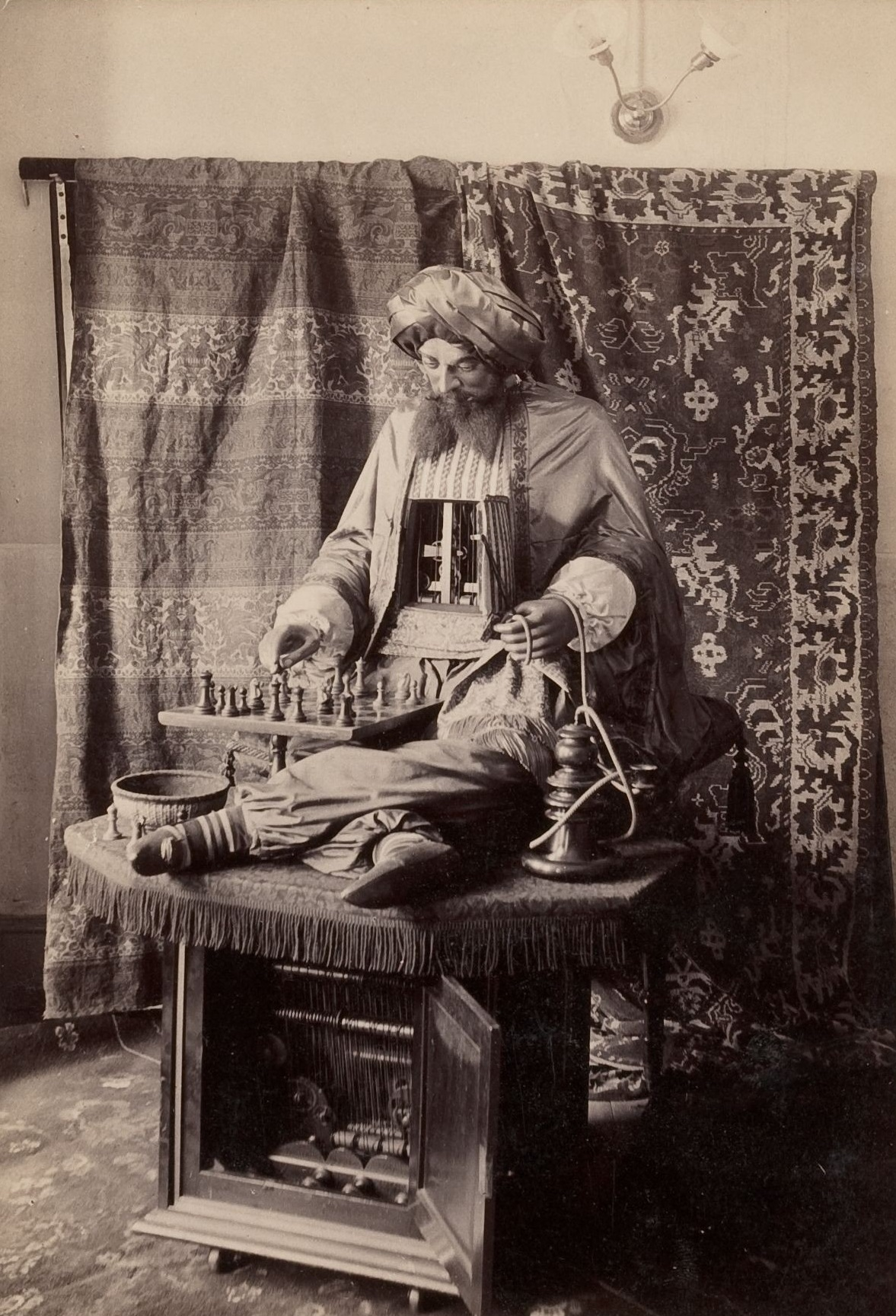
Pillsbury gagnait sa vie comme animateur d'un automate joueur d'échecs, Ajeeb the Wonderful.

Pillsbury fut alors invité à participer au tournoi fermé de Saint-Pétersbourg, tenu la même année : c'était un tournoi complet à six tours, opposant les premiers du tournoi de Hastings (Pillsbury, Tchigorine, Lasker et Steinitz ; Tarrasch, prétextant des obligations professionnelles, déclina l'invitation). Il semble que Pillsbury ait contracté la syphilis juste avant le début du tournoi. Alors qu'il était en tête du classement à la première moitié du tournoi (Pillsbury 6,5/9, Lasker 5,5, Steinitz 4,5, Tchigorine 1,5), il fut pris de céphalées violentes et ne marqua plus que 1,5 point sur 9 jusqu'à la fin de la manifestation, finissant troisième (Lasker 11,5/18, Steinitz 9,5, Pillsbury 8, Tchigorine 7). Il perdit une partie décisive contre Lasker, et Garry Kasparov suggère à ce sujet que s'il avait gagné, il aurait pu remporter le tournoi de Saint-Pétersbourg et contraindre Lasker à un match pour le titre mondial.

### Succès aux tournois de Vienne 1898 et Munich 1900
En 1898, Pillsbury termina 1er-2e au très fort tournoi de Vienne (tournoi du jubilé du Kaiser), à égalité avec Siegbert Tarrasch, mais perdit le match de départage 1,5 à 2,5. En mai-juin 1900, il termina deuxième du très fort tournoi de Paris, deux points derrière le champion du monde Emanuel Lasker.
En juillet-août 1900, il finit 1er-3e du congrès allemand de Munich, à égalité avec Carl Schlechter et Geza Maroczy. Lors des départages, il battit Maroczy (1-0) et fit match nul avec Schlechter (2 à 2).

### Champion des États-Unis (1898-1906)
En dépit de son état de santé, Pillsbury vainquit le champion américain Jackson Showalter en 1897 mais le titre de Champion des États-Unis n'était pas en jeu lors de ce match. En 1898, Pillsbury remporta un deuxième match explicitement indiqué comme le championnat des États-Unis. Il conserva le titre de champion américain jusqu'à sa mort en 1906. Au cours de ces années, Pillsbury, lorsqu'il ne se produisait pas en tournoi, gagnait sa vie en animant un faux automate joueur d'échecs, Ajeeb.

### Le déclin
La dégénérescence qui accompagne les progrès de la syphilis l'empêcha par la suite de progresser autant qu'il l'aurait pu dans les compétitions. Les symptômes enregistrés au fil des années laissent supposer qu'il négligea de suivre un traitement. Il succomba à la maladie en 1906 à seulement 33 ans. 
Pillsbury est inhumé au cimetière de Laurel Hill à Reading (Massachusetts).

## Performances contre les meilleurs joueurs de son époque
|   | a | b | c | d | e | f | g | h |   |
| 8 | Tour noire sur case blanche a8 · Dame noire sur case noire d8 · Tour noire sur case blanche e8 · Roi noir sur case blanche g8 · Pion noir sur case noire a7 · Pion noir sur case blanche b7 · Pion noir sur case noire c7 · Fou noir sur case noire e7 · Pion noir sur case noire g7 · Pion noir sur case blanche h7 · Pion blanc sur case blanche d5 · Pion noir sur case blanche f5 · Fou noir sur case blanche e4 · Pion blanc sur case noire f4 · Fou blanc sur case blanche g4 · Fou blanc sur case noire c3 · Dame blanche sur case noire g3 · Cavalier blanc sur case blanche h3 · Pion blanc sur case blanche a2 · Pion blanc sur case noire b2 · Pion blanc sur case blanche c2 · Pion blanc sur case blanche g2 · Pion blanc sur case noire h2 · Roi blanc sur case noire c1 · Tour blanche sur case blanche d1 · Tour blanche sur case blanche h1 | Tour noire sur case blanche a8 · Dame noire sur case noire d8 · Tour noire sur case blanche e8 · Roi noir sur case blanche g8 · Pion noir sur case noire a7 · Pion noir sur case blanche b7 · Pion noir sur case noire c7 · Fou noir sur case noire e7 · Pion noir sur case noire g7 · Pion noir sur case blanche h7 · Pion blanc sur case blanche d5 · Pion noir sur case blanche f5 · Fou noir sur case blanche e4 · Pion blanc sur case noire f4 · Fou blanc sur case blanche g4 · Fou blanc sur case noire c3 · Dame blanche sur case noire g3 · Cavalier blanc sur case blanche h3 · Pion blanc sur case blanche a2 · Pion blanc sur case noire b2 · Pion blanc sur case blanche c2 · Pion blanc sur case blanche g2 · Pion blanc sur case noire h2 · Roi blanc sur case noire c1 · Tour blanche sur case blanche d1 · Tour blanche sur case blanche h1 | Tour noire sur case blanche a8 · Dame noire sur case noire d8 · Tour noire sur case blanche e8 · Roi noir sur case blanche g8 · Pion noir sur case noire a7 · Pion noir sur case blanche b7 · Pion noir sur case noire c7 · Fou noir sur case noire e7 · Pion noir sur case noire g7 · Pion noir sur case blanche h7 · Pion blanc sur case blanche d5 · Pion noir sur case blanche f5 · Fou noir sur case blanche e4 · Pion blanc sur case noire f4 · Fou blanc sur case blanche g4 · Fou blanc sur case noire c3 · Dame blanche sur case noire g3 · Cavalier blanc sur case blanche h3 · Pion blanc sur case blanche a2 · Pion blanc sur case noire b2 · Pion blanc sur case blanche c2 · Pion blanc sur case blanche g2 · Pion blanc sur case noire h2 · Roi blanc sur case noire c1 · Tour blanche sur case blanche d1 · Tour blanche sur case blanche h1 | Tour noire sur case blanche a8 · Dame noire sur case noire d8 · Tour noire sur case blanche e8 · Roi noir sur case blanche g8 · Pion noir sur case noire a7 · Pion noir sur case blanche b7 · Pion noir sur case noire c7 · Fou noir sur case noire e7 · Pion noir sur case noire g7 · Pion noir sur case blanche h7 · Pion blanc sur case blanche d5 · Pion noir sur case blanche f5 · Fou noir sur case blanche e4 · Pion blanc sur case noire f4 · Fou blanc sur case blanche g4 · Fou blanc sur case noire c3 · Dame blanche sur case noire g3 · Cavalier blanc sur case blanche h3 · Pion blanc sur case blanche a2 · Pion blanc sur case noire b2 · Pion blanc sur case blanche c2 · Pion blanc sur case blanche g2 · Pion blanc sur case noire h2 · Roi blanc sur case noire c1 · Tour blanche sur case blanche d1 · Tour blanche sur case blanche h1 | Tour noire sur case blanche a8 · Dame noire sur case noire d8 · Tour noire sur case blanche e8 · Roi noir sur case blanche g8 · Pion noir sur case noire a7 · Pion noir sur case blanche b7 · Pion noir sur case noire c7 · Fou noir sur case noire e7 · Pion noir sur case noire g7 · Pion noir sur case blanche h7 · Pion blanc sur case blanche d5 · Pion noir sur case blanche f5 · Fou noir sur case blanche e4 · Pion blanc sur case noire f4 · Fou blanc sur case blanche g4 · Fou blanc sur case noire c3 · Dame blanche sur case noire g3 · Cavalier blanc sur case blanche h3 · Pion blanc sur case blanche a2 · Pion blanc sur case noire b2 · Pion blanc sur case blanche c2 · Pion blanc sur case blanche g2 · Pion blanc sur case noire h2 · Roi blanc sur case noire c1 · Tour blanche sur case blanche d1 · Tour blanche sur case blanche h1 | Tour noire sur case blanche a8 · Dame noire sur case noire d8 · Tour noire sur case blanche e8 · Roi noir sur case blanche g8 · Pion noir sur case noire a7 · Pion noir sur case blanche b7 · Pion noir sur case noire c7 · Fou noir sur case noire e7 · Pion noir sur case noire g7 · Pion noir sur case blanche h7 · Pion blanc sur case blanche d5 · Pion noir sur case blanche f5 · Fou noir sur case blanche e4 · Pion blanc sur case noire f4 · Fou blanc sur case blanche g4 · Fou blanc sur case noire c3 · Dame blanche sur case noire g3 · Cavalier blanc sur case blanche h3 · Pion blanc sur case blanche a2 · Pion blanc sur case noire b2 · Pion blanc sur case blanche c2 · Pion blanc sur case blanche g2 · Pion blanc sur case noire h2 · Roi blanc sur case noire c1 · Tour blanche sur case blanche d1 · Tour blanche sur case blanche h1 | Tour noire sur case blanche a8 · Dame noire sur case noire d8 · Tour noire sur case blanche e8 · Roi noir sur case blanche g8 · Pion noir sur case noire a7 · Pion noir sur case blanche b7 · Pion noir sur case noire c7 · Fou noir sur case noire e7 · Pion noir sur case noire g7 · Pion noir sur case blanche h7 · Pion blanc sur case blanche d5 · Pion noir sur case blanche f5 · Fou noir sur case blanche e4 · Pion blanc sur case noire f4 · Fou blanc sur case blanche g4 · Fou blanc sur case noire c3 · Dame blanche sur case noire g3 · Cavalier blanc sur case blanche h3 · Pion blanc sur case blanche a2 · Pion blanc sur case noire b2 · Pion blanc sur case blanche c2 · Pion blanc sur case blanche g2 · Pion blanc sur case noire h2 · Roi blanc sur case noire c1 · Tour blanche sur case blanche d1 · Tour blanche sur case blanche h1 | Tour noire sur case blanche a8 · Dame noire sur case noire d8 · Tour noire sur case blanche e8 · Roi noir sur case blanche g8 · Pion noir sur case noire a7 · Pion noir sur case blanche b7 · Pion noir sur case noire c7 · Fou noir sur case noire e7 · Pion noir sur case noire g7 · Pion noir sur case blanche h7 · Pion blanc sur case blanche d5 · Pion noir sur case blanche f5 · Fou noir sur case blanche e4 · Pion blanc sur case noire f4 · Fou blanc sur case blanche g4 · Fou blanc sur case noire c3 · Dame blanche sur case noire g3 · Cavalier blanc sur case blanche h3 · Pion blanc sur case blanche a2 · Pion blanc sur case noire b2 · Pion blanc sur case blanche c2 · Pion blanc sur case blanche g2 · Pion blanc sur case noire h2 · Roi blanc sur case noire c1 · Tour blanche sur case blanche d1 · Tour blanche sur case blanche h1 | 8 |
| 7 | Tour noire sur case blanche a8 · Dame noire sur case noire d8 · Tour noire sur case blanche e8 · Roi noir sur case blanche g8 · Pion noir sur case noire a7 · Pion noir sur case blanche b7 · Pion noir sur case noire c7 · Fou noir sur case noire e7 · Pion noir sur case noire g7 · Pion noir sur case blanche h7 · Pion blanc sur case blanche d5 · Pion noir sur case blanche f5 · Fou noir sur case blanche e4 · Pion blanc sur case noire f4 · Fou blanc sur case blanche g4 · Fou blanc sur case noire c3 · Dame blanche sur case noire g3 · Cavalier blanc sur case blanche h3 · Pion blanc sur case blanche a2 · Pion blanc sur case noire b2 · Pion blanc sur case blanche c2 · Pion blanc sur case blanche g2 · Pion blanc sur case noire h2 · Roi blanc sur case noire c1 · Tour blanche sur case blanche d1 · Tour blanche sur case blanche h1 | Tour noire sur case blanche a8 · Dame noire sur case noire d8 · Tour noire sur case blanche e8 · Roi noir sur case blanche g8 · Pion noir sur case noire a7 · Pion noir sur case blanche b7 · Pion noir sur case noire c7 · Fou noir sur case noire e7 · Pion noir sur case noire g7 · Pion noir sur case blanche h7 · Pion blanc sur case blanche d5 · Pion noir sur case blanche f5 · Fou noir sur case blanche e4 · Pion blanc sur case noire f4 · Fou blanc sur case blanche g4 · Fou blanc sur case noire c3 · Dame blanche sur case noire g3 · Cavalier blanc sur case blanche h3 · Pion blanc sur case blanche a2 · Pion blanc sur case noire b2 · Pion blanc sur case blanche c2 · Pion blanc sur case blanche g2 · Pion blanc sur case noire h2 · Roi blanc sur case noire c1 · Tour blanche sur case blanche d1 · Tour blanche sur case blanche h1 | Tour noire sur case blanche a8 · Dame noire sur case noire d8 · Tour noire sur case blanche e8 · Roi noir sur case blanche g8 · Pion noir sur case noire a7 · Pion noir sur case blanche b7 · Pion noir sur case noire c7 · Fou noir sur case noire e7 · Pion noir sur case noire g7 · Pion noir sur case blanche h7 · Pion blanc sur case blanche d5 · Pion noir sur case blanche f5 · Fou noir sur case blanche e4 · Pion blanc sur case noire f4 · Fou blanc sur case blanche g4 · Fou blanc sur case noire c3 · Dame blanche sur case noire g3 · Cavalier blanc sur case blanche h3 · Pion blanc sur case blanche a2 · Pion blanc sur case noire b2 · Pion blanc sur case blanche c2 · Pion blanc sur case blanche g2 · Pion blanc sur case noire h2 · Roi blanc sur case noire c1 · Tour blanche sur case blanche d1 · Tour blanche sur case blanche h1 | Tour noire sur case blanche a8 · Dame noire sur case noire d8 · Tour noire sur case blanche e8 · Roi noir sur case blanche g8 · Pion noir sur case noire a7 · Pion noir sur case blanche b7 · Pion noir sur case noire c7 · Fou noir sur case noire e7 · Pion noir sur case noire g7 · Pion noir sur case blanche h7 · Pion blanc sur case blanche d5 · Pion noir sur case blanche f5 · Fou noir sur case blanche e4 · Pion blanc sur case noire f4 · Fou blanc sur case blanche g4 · Fou blanc sur case noire c3 · Dame blanche sur case noire g3 · Cavalier blanc sur case blanche h3 · Pion blanc sur case blanche a2 · Pion blanc sur case noire b2 · Pion blanc sur case blanche c2 · Pion blanc sur case blanche g2 · Pion blanc sur case noire h2 · Roi blanc sur case noire c1 · Tour blanche sur case blanche d1 · Tour blanche sur case blanche h1 | Tour noire sur case blanche a8 · Dame noire sur case noire d8 · Tour noire sur case blanche e8 · Roi noir sur case blanche g8 · Pion noir sur case noire a7 · Pion noir sur case blanche b7 · Pion noir sur case noire c7 · Fou noir sur case noire e7 · Pion noir sur case noire g7 · Pion noir sur case blanche h7 · Pion blanc sur case blanche d5 · Pion noir sur case blanche f5 · Fou noir sur case blanche e4 · Pion blanc sur case noire f4 · Fou blanc sur case blanche g4 · Fou blanc sur case noire c3 · Dame blanche sur case noire g3 · Cavalier blanc sur case blanche h3 · Pion blanc sur case blanche a2 · Pion blanc sur case noire b2 · Pion blanc sur case blanche c2 · Pion blanc sur case blanche g2 · Pion blanc sur case noire h2 · Roi blanc sur case noire c1 · Tour blanche sur case blanche d1 · Tour blanche sur case blanche h1 | Tour noire sur case blanche a8 · Dame noire sur case noire d8 · Tour noire sur case blanche e8 · Roi noir sur case blanche g8 · Pion noir sur case noire a7 · Pion noir sur case blanche b7 · Pion noir sur case noire c7 · Fou noir sur case noire e7 · Pion noir sur case noire g7 · Pion noir sur case blanche h7 · Pion blanc sur case blanche d5 · Pion noir sur case blanche f5 · Fou noir sur case blanche e4 · Pion blanc sur case noire f4 · Fou blanc sur case blanche g4 · Fou blanc sur case noire c3 · Dame blanche sur case noire g3 · Cavalier blanc sur case blanche h3 · Pion blanc sur case blanche a2 · Pion blanc sur case noire b2 · Pion blanc sur case blanche c2 · Pion blanc sur case blanche g2 · Pion blanc sur case noire h2 · Roi blanc sur case noire c1 · Tour blanche sur case blanche d1 · Tour blanche sur case blanche h1 | Tour noire sur case blanche a8 · Dame noire sur case noire d8 · Tour noire sur case blanche e8 · Roi noir sur case blanche g8 · Pion noir sur case noire a7 · Pion noir sur case blanche b7 · Pion noir sur case noire c7 · Fou noir sur case noire e7 · Pion noir sur case noire g7 · Pion noir sur case blanche h7 · Pion blanc sur case blanche d5 · Pion noir sur case blanche f5 · Fou noir sur case blanche e4 · Pion blanc sur case noire f4 · Fou blanc sur case blanche g4 · Fou blanc sur case noire c3 · Dame blanche sur case noire g3 · Cavalier blanc sur case blanche h3 · Pion blanc sur case blanche a2 · Pion blanc sur case noire b2 · Pion blanc sur case blanche c2 · Pion blanc sur case blanche g2 · Pion blanc sur case noire h2 · Roi blanc sur case noire c1 · Tour blanche sur case blanche d1 · Tour blanche sur case blanche h1 | Tour noire sur case blanche a8 · Dame noire sur case noire d8 · Tour noire sur case blanche e8 · Roi noir sur case blanche g8 · Pion noir sur case noire a7 · Pion noir sur case blanche b7 · Pion noir sur case noire c7 · Fou noir sur case noire e7 · Pion noir sur case noire g7 · Pion noir sur case blanche h7 · Pion blanc sur case blanche d5 · Pion noir sur case blanche f5 · Fou noir sur case blanche e4 · Pion blanc sur case noire f4 · Fou blanc sur case blanche g4 · Fou blanc sur case noire c3 · Dame blanche sur case noire g3 · Cavalier blanc sur case blanche h3 · Pion blanc sur case blanche a2 · Pion blanc sur case noire b2 · Pion blanc sur case blanche c2 · Pion blanc sur case blanche g2 · Pion blanc sur case noire h2 · Roi blanc sur case noire c1 · Tour blanche sur case blanche d1 · Tour blanche sur case blanche h1 | 7 |
| 6 | Tour noire sur case blanche a8 · Dame noire sur case noire d8 · Tour noire sur case blanche e8 · Roi noir sur case blanche g8 · Pion noir sur case noire a7 · Pion noir sur case blanche b7 · Pion noir sur case noire c7 · Fou noir sur case noire e7 · Pion noir sur case noire g7 · Pion noir sur case blanche h7 · Pion blanc sur case blanche d5 · Pion noir sur case blanche f5 · Fou noir sur case blanche e4 · Pion blanc sur case noire f4 · Fou blanc sur case blanche g4 · Fou blanc sur case noire c3 · Dame blanche sur case noire g3 · Cavalier blanc sur case blanche h3 · Pion blanc sur case blanche a2 · Pion blanc sur case noire b2 · Pion blanc sur case blanche c2 · Pion blanc sur case blanche g2 · Pion blanc sur case noire h2 · Roi blanc sur case noire c1 · Tour blanche sur case blanche d1 · Tour blanche sur case blanche h1 | Tour noire sur case blanche a8 · Dame noire sur case noire d8 · Tour noire sur case blanche e8 · Roi noir sur case blanche g8 · Pion noir sur case noire a7 · Pion noir sur case blanche b7 · Pion noir sur case noire c7 · Fou noir sur case noire e7 · Pion noir sur case noire g7 · Pion noir sur case blanche h7 · Pion blanc sur case blanche d5 · Pion noir sur case blanche f5 · Fou noir sur case blanche e4 · Pion blanc sur case noire f4 · Fou blanc sur case blanche g4 · Fou blanc sur case noire c3 · Dame blanche sur case noire g3 · Cavalier blanc sur case blanche h3 · Pion blanc sur case blanche a2 · Pion blanc sur case noire b2 · Pion blanc sur case blanche c2 · Pion blanc sur case blanche g2 · Pion blanc sur case noire h2 · Roi blanc sur case noire c1 · Tour blanche sur case blanche d1 · Tour blanche sur case blanche h1 | Tour noire sur case blanche a8 · Dame noire sur case noire d8 · Tour noire sur case blanche e8 · Roi noir sur case blanche g8 · Pion noir sur case noire a7 · Pion noir sur case blanche b7 · Pion noir sur case noire c7 · Fou noir sur case noire e7 · Pion noir sur case noire g7 · Pion noir sur case blanche h7 · Pion blanc sur case blanche d5 · Pion noir sur case blanche f5 · Fou noir sur case blanche e4 · Pion blanc sur case noire f4 · Fou blanc sur case blanche g4 · Fou blanc sur case noire c3 · Dame blanche sur case noire g3 · Cavalier blanc sur case blanche h3 · Pion blanc sur case blanche a2 · Pion blanc sur case noire b2 · Pion blanc sur case blanche c2 · Pion blanc sur case blanche g2 · Pion blanc sur case noire h2 · Roi blanc sur case noire c1 · Tour blanche sur case blanche d1 · Tour blanche sur case blanche h1 | Tour noire sur case blanche a8 · Dame noire sur case noire d8 · Tour noire sur case blanche e8 · Roi noir sur case blanche g8 · Pion noir sur case noire a7 · Pion noir sur case blanche b7 · Pion noir sur case noire c7 · Fou noir sur case noire e7 · Pion noir sur case noire g7 · Pion noir sur case blanche h7 · Pion blanc sur case blanche d5 · Pion noir sur case blanche f5 · Fou noir sur case blanche e4 · Pion blanc sur case noire f4 · Fou blanc sur case blanche g4 · Fou blanc sur case noire c3 · Dame blanche sur case noire g3 · Cavalier blanc sur case blanche h3 · Pion blanc sur case blanche a2 · Pion blanc sur case noire b2 · Pion blanc sur case blanche c2 · Pion blanc sur case blanche g2 · Pion blanc sur case noire h2 · Roi blanc sur case noire c1 · Tour blanche sur case blanche d1 · Tour blanche sur case blanche h1 | Tour noire sur case blanche a8 · Dame noire sur case noire d8 · Tour noire sur case blanche e8 · Roi noir sur case blanche g8 · Pion noir sur case noire a7 · Pion noir sur case blanche b7 · Pion noir sur case noire c7 · Fou noir sur case noire e7 · Pion noir sur case noire g7 · Pion noir sur case blanche h7 · Pion blanc sur case blanche d5 · Pion noir sur case blanche f5 · Fou noir sur case blanche e4 · Pion blanc sur case noire f4 · Fou blanc sur case blanche g4 · Fou blanc sur case noire c3 · Dame blanche sur case noire g3 · Cavalier blanc sur case blanche h3 · Pion blanc sur case blanche a2 · Pion blanc sur case noire b2 · Pion blanc sur case blanche c2 · Pion blanc sur case blanche g2 · Pion blanc sur case noire h2 · Roi blanc sur case noire c1 · Tour blanche sur case blanche d1 · Tour blanche sur case blanche h1 | Tour noire sur case blanche a8 · Dame noire sur case noire d8 · Tour noire sur case blanche e8 · Roi noir sur case blanche g8 · Pion noir sur case noire a7 · Pion noir sur case blanche b7 · Pion noir sur case noire c7 · Fou noir sur case noire e7 · Pion noir sur case noire g7 · Pion noir sur case blanche h7 · Pion blanc sur case blanche d5 · Pion noir sur case blanche f5 · Fou noir sur case blanche e4 · Pion blanc sur case noire f4 · Fou blanc sur case blanche g4 · Fou blanc sur case noire c3 · Dame blanche sur case noire g3 · Cavalier blanc sur case blanche h3 · Pion blanc sur case blanche a2 · Pion blanc sur case noire b2 · Pion blanc sur case blanche c2 · Pion blanc sur case blanche g2 · Pion blanc sur case noire h2 · Roi blanc sur case noire c1 · Tour blanche sur case blanche d1 · Tour blanche sur case blanche h1 | Tour noire sur case blanche a8 · Dame noire sur case noire d8 · Tour noire sur case blanche e8 · Roi noir sur case blanche g8 · Pion noir sur case noire a7 · Pion noir sur case blanche b7 · Pion noir sur case noire c7 · Fou noir sur case noire e7 · Pion noir sur case noire g7 · Pion noir sur case blanche h7 · Pion blanc sur case blanche d5 · Pion noir sur case blanche f5 · Fou noir sur case blanche e4 · Pion blanc sur case noire f4 · Fou blanc sur case blanche g4 · Fou blanc sur case noire c3 · Dame blanche sur case noire g3 · Cavalier blanc sur case blanche h3 · Pion blanc sur case blanche a2 · Pion blanc sur case noire b2 · Pion blanc sur case blanche c2 · Pion blanc sur case blanche g2 · Pion blanc sur case noire h2 · Roi blanc sur case noire c1 · Tour blanche sur case blanche d1 · Tour blanche sur case blanche h1 | Tour noire sur case blanche a8 · Dame noire sur case noire d8 · Tour noire sur case blanche e8 · Roi noir sur case blanche g8 · Pion noir sur case noire a7 · Pion noir sur case blanche b7 · Pion noir sur case noire c7 · Fou noir sur case noire e7 · Pion noir sur case noire g7 · Pion noir sur case blanche h7 · Pion blanc sur case blanche d5 · Pion noir sur case blanche f5 · Fou noir sur case blanche e4 · Pion blanc sur case noire f4 · Fou blanc sur case blanche g4 · Fou blanc sur case noire c3 · Dame blanche sur case noire g3 · Cavalier blanc sur case blanche h3 · Pion blanc sur case blanche a2 · Pion blanc sur case noire b2 · Pion blanc sur case blanche c2 · Pion blanc sur case blanche g2 · Pion blanc sur case noire h2 · Roi blanc sur case noire c1 · Tour blanche sur case blanche d1 · Tour blanche sur case blanche h1 | 6 |
| 5 | Tour noire sur case blanche a8 · Dame noire sur case noire d8 · Tour noire sur case blanche e8 · Roi noir sur case blanche g8 · Pion noir sur case noire a7 · Pion noir sur case blanche b7 · Pion noir sur case noire c7 · Fou noir sur case noire e7 · Pion noir sur case noire g7 · Pion noir sur case blanche h7 · Pion blanc sur case blanche d5 · Pion noir sur case blanche f5 · Fou noir sur case blanche e4 · Pion blanc sur case noire f4 · Fou blanc sur case blanche g4 · Fou blanc sur case noire c3 · Dame blanche sur case noire g3 · Cavalier blanc sur case blanche h3 · Pion blanc sur case blanche a2 · Pion blanc sur case noire b2 · Pion blanc sur case blanche c2 · Pion blanc sur case blanche g2 · Pion blanc sur case noire h2 · Roi blanc sur case noire c1 · Tour blanche sur case blanche d1 · Tour blanche sur case blanche h1 | Tour noire sur case blanche a8 · Dame noire sur case noire d8 · Tour noire sur case blanche e8 · Roi noir sur case blanche g8 · Pion noir sur case noire a7 · Pion noir sur case blanche b7 · Pion noir sur case noire c7 · Fou noir sur case noire e7 · Pion noir sur case noire g7 · Pion noir sur case blanche h7 · Pion blanc sur case blanche d5 · Pion noir sur case blanche f5 · Fou noir sur case blanche e4 · Pion blanc sur case noire f4 · Fou blanc sur case blanche g4 · Fou blanc sur case noire c3 · Dame blanche sur case noire g3 · Cavalier blanc sur case blanche h3 · Pion blanc sur case blanche a2 · Pion blanc sur case noire b2 · Pion blanc sur case blanche c2 · Pion blanc sur case blanche g2 · Pion blanc sur case noire h2 · Roi blanc sur case noire c1 · Tour blanche sur case blanche d1 · Tour blanche sur case blanche h1 | Tour noire sur case blanche a8 · Dame noire sur case noire d8 · Tour noire sur case blanche e8 · Roi noir sur case blanche g8 · Pion noir sur case noire a7 · Pion noir sur case blanche b7 · Pion noir sur case noire c7 · Fou noir sur case noire e7 · Pion noir sur case noire g7 · Pion noir sur case blanche h7 · Pion blanc sur case blanche d5 · Pion noir sur case blanche f5 · Fou noir sur case blanche e4 · Pion blanc sur case noire f4 · Fou blanc sur case blanche g4 · Fou blanc sur case noire c3 · Dame blanche sur case noire g3 · Cavalier blanc sur case blanche h3 · Pion blanc sur case blanche a2 · Pion blanc sur case noire b2 · Pion blanc sur case blanche c2 · Pion blanc sur case blanche g2 · Pion blanc sur case noire h2 · Roi blanc sur case noire c1 · Tour blanche sur case blanche d1 · Tour blanche sur case blanche h1 | Tour noire sur case blanche a8 · Dame noire sur case noire d8 · Tour noire sur case blanche e8 · Roi noir sur case blanche g8 · Pion noir sur case noire a7 · Pion noir sur case blanche b7 · Pion noir sur case noire c7 · Fou noir sur case noire e7 · Pion noir sur case noire g7 · Pion noir sur case blanche h7 · Pion blanc sur case blanche d5 · Pion noir sur case blanche f5 · Fou noir sur case blanche e4 · Pion blanc sur case noire f4 · Fou blanc sur case blanche g4 · Fou blanc sur case noire c3 · Dame blanche sur case noire g3 · Cavalier blanc sur case blanche h3 · Pion blanc sur case blanche a2 · Pion blanc sur case noire b2 · Pion blanc sur case blanche c2 · Pion blanc sur case blanche g2 · Pion blanc sur case noire h2 · Roi blanc sur case noire c1 · Tour blanche sur case blanche d1 · Tour blanche sur case blanche h1 | Tour noire sur case blanche a8 · Dame noire sur case noire d8 · Tour noire sur case blanche e8 · Roi noir sur case blanche g8 · Pion noir sur case noire a7 · Pion noir sur case blanche b7 · Pion noir sur case noire c7 · Fou noir sur case noire e7 · Pion noir sur case noire g7 · Pion noir sur case blanche h7 · Pion blanc sur case blanche d5 · Pion noir sur case blanche f5 · Fou noir sur case blanche e4 · Pion blanc sur case noire f4 · Fou blanc sur case blanche g4 · Fou blanc sur case noire c3 · Dame blanche sur case noire g3 · Cavalier blanc sur case blanche h3 · Pion blanc sur case blanche a2 · Pion blanc sur case noire b2 · Pion blanc sur case blanche c2 · Pion blanc sur case blanche g2 · Pion blanc sur case noire h2 · Roi blanc sur case noire c1 · Tour blanche sur case blanche d1 · Tour blanche sur case blanche h1 | Tour noire sur case blanche a8 · Dame noire sur case noire d8 · Tour noire sur case blanche e8 · Roi noir sur case blanche g8 · Pion noir sur case noire a7 · Pion noir sur case blanche b7 · Pion noir sur case noire c7 · Fou noir sur case noire e7 · Pion noir sur case noire g7 · Pion noir sur case blanche h7 · Pion blanc sur case blanche d5 · Pion noir sur case blanche f5 · Fou noir sur case blanche e4 · Pion blanc sur case noire f4 · Fou blanc sur case blanche g4 · Fou blanc sur case noire c3 · Dame blanche sur case noire g3 · Cavalier blanc sur case blanche h3 · Pion blanc sur case blanche a2 · Pion blanc sur case noire b2 · Pion blanc sur case blanche c2 · Pion blanc sur case blanche g2 · Pion blanc sur case noire h2 · Roi blanc sur case noire c1 · Tour blanche sur case blanche d1 · Tour blanche sur case blanche h1 | Tour noire sur case blanche a8 · Dame noire sur case noire d8 · Tour noire sur case blanche e8 · Roi noir sur case blanche g8 · Pion noir sur case noire a7 · Pion noir sur case blanche b7 · Pion noir sur case noire c7 · Fou noir sur case noire e7 · Pion noir sur case noire g7 · Pion noir sur case blanche h7 · Pion blanc sur case blanche d5 · Pion noir sur case blanche f5 · Fou noir sur case blanche e4 · Pion blanc sur case noire f4 · Fou blanc sur case blanche g4 · Fou blanc sur case noire c3 · Dame blanche sur case noire g3 · Cavalier blanc sur case blanche h3 · Pion blanc sur case blanche a2 · Pion blanc sur case noire b2 · Pion blanc sur case blanche c2 · Pion blanc sur case blanche g2 · Pion blanc sur case noire h2 · Roi blanc sur case noire c1 · Tour blanche sur case blanche d1 · Tour blanche sur case blanche h1 | Tour noire sur case blanche a8 · Dame noire sur case noire d8 · Tour noire sur case blanche e8 · Roi noir sur case blanche g8 · Pion noir sur case noire a7 · Pion noir sur case blanche b7 · Pion noir sur case noire c7 · Fou noir sur case noire e7 · Pion noir sur case noire g7 · Pion noir sur case blanche h7 · Pion blanc sur case blanche d5 · Pion noir sur case blanche f5 · Fou noir sur case blanche e4 · Pion blanc sur case noire f4 · Fou blanc sur case blanche g4 · Fou blanc sur case noire c3 · Dame blanche sur case noire g3 · Cavalier blanc sur case blanche h3 · Pion blanc sur case blanche a2 · Pion blanc sur case noire b2 · Pion blanc sur case blanche c2 · Pion blanc sur case blanche g2 · Pion blanc sur case noire h2 · Roi blanc sur case noire c1 · Tour blanche sur case blanche d1 · Tour blanche sur case blanche h1 | 5 |
| 4 | Tour noire sur case blanche a8 · Dame noire sur case noire d8 · Tour noire sur case blanche e8 · Roi noir sur case blanche g8 · Pion noir sur case noire a7 · Pion noir sur case blanche b7 · Pion noir sur case noire c7 · Fou noir sur case noire e7 · Pion noir sur case noire g7 · Pion noir sur case blanche h7 · Pion blanc sur case blanche d5 · Pion noir sur case blanche f5 · Fou noir sur case blanche e4 · Pion blanc sur case noire f4 · Fou blanc sur case blanche g4 · Fou blanc sur case noire c3 · Dame blanche sur case noire g3 · Cavalier blanc sur case blanche h3 · Pion blanc sur case blanche a2 · Pion blanc sur case noire b2 · Pion blanc sur case blanche c2 · Pion blanc sur case blanche g2 · Pion blanc sur case noire h2 · Roi blanc sur case noire c1 · Tour blanche sur case blanche d1 · Tour blanche sur case blanche h1 | Tour noire sur case blanche a8 · Dame noire sur case noire d8 · Tour noire sur case blanche e8 · Roi noir sur case blanche g8 · Pion noir sur case noire a7 · Pion noir sur case blanche b7 · Pion noir sur case noire c7 · Fou noir sur case noire e7 · Pion noir sur case noire g7 · Pion noir sur case blanche h7 · Pion blanc sur case blanche d5 · Pion noir sur case blanche f5 · Fou noir sur case blanche e4 · Pion blanc sur case noire f4 · Fou blanc sur case blanche g4 · Fou blanc sur case noire c3 · Dame blanche sur case noire g3 · Cavalier blanc sur case blanche h3 · Pion blanc sur case blanche a2 · Pion blanc sur case noire b2 · Pion blanc sur case blanche c2 · Pion blanc sur case blanche g2 · Pion blanc sur case noire h2 · Roi blanc sur case noire c1 · Tour blanche sur case blanche d1 · Tour blanche sur case blanche h1 | Tour noire sur case blanche a8 · Dame noire sur case noire d8 · Tour noire sur case blanche e8 · Roi noir sur case blanche g8 · Pion noir sur case noire a7 · Pion noir sur case blanche b7 · Pion noir sur case noire c7 · Fou noir sur case noire e7 · Pion noir sur case noire g7 · Pion noir sur case blanche h7 · Pion blanc sur case blanche d5 · Pion noir sur case blanche f5 · Fou noir sur case blanche e4 · Pion blanc sur case noire f4 · Fou blanc sur case blanche g4 · Fou blanc sur case noire c3 · Dame blanche sur case noire g3 · Cavalier blanc sur case blanche h3 · Pion blanc sur case blanche a2 · Pion blanc sur case noire b2 · Pion blanc sur case blanche c2 · Pion blanc sur case blanche g2 · Pion blanc sur case noire h2 · Roi blanc sur case noire c1 · Tour blanche sur case blanche d1 · Tour blanche sur case blanche h1 | Tour noire sur case blanche a8 · Dame noire sur case noire d8 · Tour noire sur case blanche e8 · Roi noir sur case blanche g8 · Pion noir sur case noire a7 · Pion noir sur case blanche b7 · Pion noir sur case noire c7 · Fou noir sur case noire e7 · Pion noir sur case noire g7 · Pion noir sur case blanche h7 · Pion blanc sur case blanche d5 · Pion noir sur case blanche f5 · Fou noir sur case blanche e4 · Pion blanc sur case noire f4 · Fou blanc sur case blanche g4 · Fou blanc sur case noire c3 · Dame blanche sur case noire g3 · Cavalier blanc sur case blanche h3 · Pion blanc sur case blanche a2 · Pion blanc sur case noire b2 · Pion blanc sur case blanche c2 · Pion blanc sur case blanche g2 · Pion blanc sur case noire h2 · Roi blanc sur case noire c1 · Tour blanche sur case blanche d1 · Tour blanche sur case blanche h1 | Tour noire sur case blanche a8 · Dame noire sur case noire d8 · Tour noire sur case blanche e8 · Roi noir sur case blanche g8 · Pion noir sur case noire a7 · Pion noir sur case blanche b7 · Pion noir sur case noire c7 · Fou noir sur case noire e7 · Pion noir sur case noire g7 · Pion noir sur case blanche h7 · Pion blanc sur case blanche d5 · Pion noir sur case blanche f5 · Fou noir sur case blanche e4 · Pion blanc sur case noire f4 · Fou blanc sur case blanche g4 · Fou blanc sur case noire c3 · Dame blanche sur case noire g3 · Cavalier blanc sur case blanche h3 · Pion blanc sur case blanche a2 · Pion blanc sur case noire b2 · Pion blanc sur case blanche c2 · Pion blanc sur case blanche g2 · Pion blanc sur case noire h2 · Roi blanc sur case noire c1 · Tour blanche sur case blanche d1 · Tour blanche sur case blanche h1 | Tour noire sur case blanche a8 · Dame noire sur case noire d8 · Tour noire sur case blanche e8 · Roi noir sur case blanche g8 · Pion noir sur case noire a7 · Pion noir sur case blanche b7 · Pion noir sur case noire c7 · Fou noir sur case noire e7 · Pion noir sur case noire g7 · Pion noir sur case blanche h7 · Pion blanc sur case blanche d5 · Pion noir sur case blanche f5 · Fou noir sur case blanche e4 · Pion blanc sur case noire f4 · Fou blanc sur case blanche g4 · Fou blanc sur case noire c3 · Dame blanche sur case noire g3 · Cavalier blanc sur case blanche h3 · Pion blanc sur case blanche a2 · Pion blanc sur case noire b2 · Pion blanc sur case blanche c2 · Pion blanc sur case blanche g2 · Pion blanc sur case noire h2 · Roi blanc sur case noire c1 · Tour blanche sur case blanche d1 · Tour blanche sur case blanche h1 | Tour noire sur case blanche a8 · Dame noire sur case noire d8 · Tour noire sur case blanche e8 · Roi noir sur case blanche g8 · Pion noir sur case noire a7 · Pion noir sur case blanche b7 · Pion noir sur case noire c7 · Fou noir sur case noire e7 · Pion noir sur case noire g7 · Pion noir sur case blanche h7 · Pion blanc sur case blanche d5 · Pion noir sur case blanche f5 · Fou noir sur case blanche e4 · Pion blanc sur case noire f4 · Fou blanc sur case blanche g4 · Fou blanc sur case noire c3 · Dame blanche sur case noire g3 · Cavalier blanc sur case blanche h3 · Pion blanc sur case blanche a2 · Pion blanc sur case noire b2 · Pion blanc sur case blanche c2 · Pion blanc sur case blanche g2 · Pion blanc sur case noire h2 · Roi blanc sur case noire c1 · Tour blanche sur case blanche d1 · Tour blanche sur case blanche h1 | Tour noire sur case blanche a8 · Dame noire sur case noire d8 · Tour noire sur case blanche e8 · Roi noir sur case blanche g8 · Pion noir sur case noire a7 · Pion noir sur case blanche b7 · Pion noir sur case noire c7 · Fou noir sur case noire e7 · Pion noir sur case noire g7 · Pion noir sur case blanche h7 · Pion blanc sur case blanche d5 · Pion noir sur case blanche f5 · Fou noir sur case blanche e4 · Pion blanc sur case noire f4 · Fou blanc sur case blanche g4 · Fou blanc sur case noire c3 · Dame blanche sur case noire g3 · Cavalier blanc sur case blanche h3 · Pion blanc sur case blanche a2 · Pion blanc sur case noire b2 · Pion blanc sur case blanche c2 · Pion blanc sur case blanche g2 · Pion blanc sur case noire h2 · Roi blanc sur case noire c1 · Tour blanche sur case blanche d1 · Tour blanche sur case blanche h1 | 4 |
| 3 | Tour noire sur case blanche a8 · Dame noire sur case noire d8 · Tour noire sur case blanche e8 · Roi noir sur case blanche g8 · Pion noir sur case noire a7 · Pion noir sur case blanche b7 · Pion noir sur case noire c7 · Fou noir sur case noire e7 · Pion noir sur case noire g7 · Pion noir sur case blanche h7 · Pion blanc sur case blanche d5 · Pion noir sur case blanche f5 · Fou noir sur case blanche e4 · Pion blanc sur case noire f4 · Fou blanc sur case blanche g4 · Fou blanc sur case noire c3 · Dame blanche sur case noire g3 · Cavalier blanc sur case blanche h3 · Pion blanc sur case blanche a2 · Pion blanc sur case noire b2 · Pion blanc sur case blanche c2 · Pion blanc sur case blanche g2 · Pion blanc sur case noire h2 · Roi blanc sur case noire c1 · Tour blanche sur case blanche d1 · Tour blanche sur case blanche h1 | Tour noire sur case blanche a8 · Dame noire sur case noire d8 · Tour noire sur case blanche e8 · Roi noir sur case blanche g8 · Pion noir sur case noire a7 · Pion noir sur case blanche b7 · Pion noir sur case noire c7 · Fou noir sur case noire e7 · Pion noir sur case noire g7 · Pion noir sur case blanche h7 · Pion blanc sur case blanche d5 · Pion noir sur case blanche f5 · Fou noir sur case blanche e4 · Pion blanc sur case noire f4 · Fou blanc sur case blanche g4 · Fou blanc sur case noire c3 · Dame blanche sur case noire g3 · Cavalier blanc sur case blanche h3 · Pion blanc sur case blanche a2 · Pion blanc sur case noire b2 · Pion blanc sur case blanche c2 · Pion blanc sur case blanche g2 · Pion blanc sur case noire h2 · Roi blanc sur case noire c1 · Tour blanche sur case blanche d1 · Tour blanche sur case blanche h1 | Tour noire sur case blanche a8 · Dame noire sur case noire d8 · Tour noire sur case blanche e8 · Roi noir sur case blanche g8 · Pion noir sur case noire a7 · Pion noir sur case blanche b7 · Pion noir sur case noire c7 · Fou noir sur case noire e7 · Pion noir sur case noire g7 · Pion noir sur case blanche h7 · Pion blanc sur case blanche d5 · Pion noir sur case blanche f5 · Fou noir sur case blanche e4 · Pion blanc sur case noire f4 · Fou blanc sur case blanche g4 · Fou blanc sur case noire c3 · Dame blanche sur case noire g3 · Cavalier blanc sur case blanche h3 · Pion blanc sur case blanche a2 · Pion blanc sur case noire b2 · Pion blanc sur case blanche c2 · Pion blanc sur case blanche g2 · Pion blanc sur case noire h2 · Roi blanc sur case noire c1 · Tour blanche sur case blanche d1 · Tour blanche sur case blanche h1 | Tour noire sur case blanche a8 · Dame noire sur case noire d8 · Tour noire sur case blanche e8 · Roi noir sur case blanche g8 · Pion noir sur case noire a7 · Pion noir sur case blanche b7 · Pion noir sur case noire c7 · Fou noir sur case noire e7 · Pion noir sur case noire g7 · Pion noir sur case blanche h7 · Pion blanc sur case blanche d5 · Pion noir sur case blanche f5 · Fou noir sur case blanche e4 · Pion blanc sur case noire f4 · Fou blanc sur case blanche g4 · Fou blanc sur case noire c3 · Dame blanche sur case noire g3 · Cavalier blanc sur case blanche h3 · Pion blanc sur case blanche a2 · Pion blanc sur case noire b2 · Pion blanc sur case blanche c2 · Pion blanc sur case blanche g2 · Pion blanc sur case noire h2 · Roi blanc sur case noire c1 · Tour blanche sur case blanche d1 · Tour blanche sur case blanche h1 | Tour noire sur case blanche a8 · Dame noire sur case noire d8 · Tour noire sur case blanche e8 · Roi noir sur case blanche g8 · Pion noir sur case noire a7 · Pion noir sur case blanche b7 · Pion noir sur case noire c7 · Fou noir sur case noire e7 · Pion noir sur case noire g7 · Pion noir sur case blanche h7 · Pion blanc sur case blanche d5 · Pion noir sur case blanche f5 · Fou noir sur case blanche e4 · Pion blanc sur case noire f4 · Fou blanc sur case blanche g4 · Fou blanc sur case noire c3 · Dame blanche sur case noire g3 · Cavalier blanc sur case blanche h3 · Pion blanc sur case blanche a2 · Pion blanc sur case noire b2 · Pion blanc sur case blanche c2 · Pion blanc sur case blanche g2 · Pion blanc sur case noire h2 · Roi blanc sur case noire c1 · Tour blanche sur case blanche d1 · Tour blanche sur case blanche h1 | Tour noire sur case blanche a8 · Dame noire sur case noire d8 · Tour noire sur case blanche e8 · Roi noir sur case blanche g8 · Pion noir sur case noire a7 · Pion noir sur case blanche b7 · Pion noir sur case noire c7 · Fou noir sur case noire e7 · Pion noir sur case noire g7 · Pion noir sur case blanche h7 · Pion blanc sur case blanche d5 · Pion noir sur case blanche f5 · Fou noir sur case blanche e4 · Pion blanc sur case noire f4 · Fou blanc sur case blanche g4 · Fou blanc sur case noire c3 · Dame blanche sur case noire g3 · Cavalier blanc sur case blanche h3 · Pion blanc sur case blanche a2 · Pion blanc sur case noire b2 · Pion blanc sur case blanche c2 · Pion blanc sur case blanche g2 · Pion blanc sur case noire h2 · Roi blanc sur case noire c1 · Tour blanche sur case blanche d1 · Tour blanche sur case blanche h1 | Tour noire sur case blanche a8 · Dame noire sur case noire d8 · Tour noire sur case blanche e8 · Roi noir sur case blanche g8 · Pion noir sur case noire a7 · Pion noir sur case blanche b7 · Pion noir sur case noire c7 · Fou noir sur case noire e7 · Pion noir sur case noire g7 · Pion noir sur case blanche h7 · Pion blanc sur case blanche d5 · Pion noir sur case blanche f5 · Fou noir sur case blanche e4 · Pion blanc sur case noire f4 · Fou blanc sur case blanche g4 · Fou blanc sur case noire c3 · Dame blanche sur case noire g3 · Cavalier blanc sur case blanche h3 · Pion blanc sur case blanche a2 · Pion blanc sur case noire b2 · Pion blanc sur case blanche c2 · Pion blanc sur case blanche g2 · Pion blanc sur case noire h2 · Roi blanc sur case noire c1 · Tour blanche sur case blanche d1 · Tour blanche sur case blanche h1 | Tour noire sur case blanche a8 · Dame noire sur case noire d8 · Tour noire sur case blanche e8 · Roi noir sur case blanche g8 · Pion noir sur case noire a7 · Pion noir sur case blanche b7 · Pion noir sur case noire c7 · Fou noir sur case noire e7 · Pion noir sur case noire g7 · Pion noir sur case blanche h7 · Pion blanc sur case blanche d5 · Pion noir sur case blanche f5 · Fou noir sur case blanche e4 · Pion blanc sur case noire f4 · Fou blanc sur case blanche g4 · Fou blanc sur case noire c3 · Dame blanche sur case noire g3 · Cavalier blanc sur case blanche h3 · Pion blanc sur case blanche a2 · Pion blanc sur case noire b2 · Pion blanc sur case blanche c2 · Pion blanc sur case blanche g2 · Pion blanc sur case noire h2 · Roi blanc sur case noire c1 · Tour blanche sur case blanche d1 · Tour blanche sur case blanche h1 | 3 |
| 2 | Tour noire sur case blanche a8 · Dame noire sur case noire d8 · Tour noire sur case blanche e8 · Roi noir sur case blanche g8 · Pion noir sur case noire a7 · Pion noir sur case blanche b7 · Pion noir sur case noire c7 · Fou noir sur case noire e7 · Pion noir sur case noire g7 · Pion noir sur case blanche h7 · Pion blanc sur case blanche d5 · Pion noir sur case blanche f5 · Fou noir sur case blanche e4 · Pion blanc sur case noire f4 · Fou blanc sur case blanche g4 · Fou blanc sur case noire c3 · Dame blanche sur case noire g3 · Cavalier blanc sur case blanche h3 · Pion blanc sur case blanche a2 · Pion blanc sur case noire b2 · Pion blanc sur case blanche c2 · Pion blanc sur case blanche g2 · Pion blanc sur case noire h2 · Roi blanc sur case noire c1 · Tour blanche sur case blanche d1 · Tour blanche sur case blanche h1 | Tour noire sur case blanche a8 · Dame noire sur case noire d8 · Tour noire sur case blanche e8 · Roi noir sur case blanche g8 · Pion noir sur case noire a7 · Pion noir sur case blanche b7 · Pion noir sur case noire c7 · Fou noir sur case noire e7 · Pion noir sur case noire g7 · Pion noir sur case blanche h7 · Pion blanc sur case blanche d5 · Pion noir sur case blanche f5 · Fou noir sur case blanche e4 · Pion blanc sur case noire f4 · Fou blanc sur case blanche g4 · Fou blanc sur case noire c3 · Dame blanche sur case noire g3 · Cavalier blanc sur case blanche h3 · Pion blanc sur case blanche a2 · Pion blanc sur case noire b2 · Pion blanc sur case blanche c2 · Pion blanc sur case blanche g2 · Pion blanc sur case noire h2 · Roi blanc sur case noire c1 · Tour blanche sur case blanche d1 · Tour blanche sur case blanche h1 | Tour noire sur case blanche a8 · Dame noire sur case noire d8 · Tour noire sur case blanche e8 · Roi noir sur case blanche g8 · Pion noir sur case noire a7 · Pion noir sur case blanche b7 · Pion noir sur case noire c7 · Fou noir sur case noire e7 · Pion noir sur case noire g7 · Pion noir sur case blanche h7 · Pion blanc sur case blanche d5 · Pion noir sur case blanche f5 · Fou noir sur case blanche e4 · Pion blanc sur case noire f4 · Fou blanc sur case blanche g4 · Fou blanc sur case noire c3 · Dame blanche sur case noire g3 · Cavalier blanc sur case blanche h3 · Pion blanc sur case blanche a2 · Pion blanc sur case noire b2 · Pion blanc sur case blanche c2 · Pion blanc sur case blanche g2 · Pion blanc sur case noire h2 · Roi blanc sur case noire c1 · Tour blanche sur case blanche d1 · Tour blanche sur case blanche h1 | Tour noire sur case blanche a8 · Dame noire sur case noire d8 · Tour noire sur case blanche e8 · Roi noir sur case blanche g8 · Pion noir sur case noire a7 · Pion noir sur case blanche b7 · Pion noir sur case noire c7 · Fou noir sur case noire e7 · Pion noir sur case noire g7 · Pion noir sur case blanche h7 · Pion blanc sur case blanche d5 · Pion noir sur case blanche f5 · Fou noir sur case blanche e4 · Pion blanc sur case noire f4 · Fou blanc sur case blanche g4 · Fou blanc sur case noire c3 · Dame blanche sur case noire g3 · Cavalier blanc sur case blanche h3 · Pion blanc sur case blanche a2 · Pion blanc sur case noire b2 · Pion blanc sur case blanche c2 · Pion blanc sur case blanche g2 · Pion blanc sur case noire h2 · Roi blanc sur case noire c1 · Tour blanche sur case blanche d1 · Tour blanche sur case blanche h1 | Tour noire sur case blanche a8 · Dame noire sur case noire d8 · Tour noire sur case blanche e8 · Roi noir sur case blanche g8 · Pion noir sur case noire a7 · Pion noir sur case blanche b7 · Pion noir sur case noire c7 · Fou noir sur case noire e7 · Pion noir sur case noire g7 · Pion noir sur case blanche h7 · Pion blanc sur case blanche d5 · Pion noir sur case blanche f5 · Fou noir sur case blanche e4 · Pion blanc sur case noire f4 · Fou blanc sur case blanche g4 · Fou blanc sur case noire c3 · Dame blanche sur case noire g3 · Cavalier blanc sur case blanche h3 · Pion blanc sur case blanche a2 · Pion blanc sur case noire b2 · Pion blanc sur case blanche c2 · Pion blanc sur case blanche g2 · Pion blanc sur case noire h2 · Roi blanc sur case noire c1 · Tour blanche sur case blanche d1 · Tour blanche sur case blanche h1 | Tour noire sur case blanche a8 · Dame noire sur case noire d8 · Tour noire sur case blanche e8 · Roi noir sur case blanche g8 · Pion noir sur case noire a7 · Pion noir sur case blanche b7 · Pion noir sur case noire c7 · Fou noir sur case noire e7 · Pion noir sur case noire g7 · Pion noir sur case blanche h7 · Pion blanc sur case blanche d5 · Pion noir sur case blanche f5 · Fou noir sur case blanche e4 · Pion blanc sur case noire f4 · Fou blanc sur case blanche g4 · Fou blanc sur case noire c3 · Dame blanche sur case noire g3 · Cavalier blanc sur case blanche h3 · Pion blanc sur case blanche a2 · Pion blanc sur case noire b2 · Pion blanc sur case blanche c2 · Pion blanc sur case blanche g2 · Pion blanc sur case noire h2 · Roi blanc sur case noire c1 · Tour blanche sur case blanche d1 · Tour blanche sur case blanche h1 | Tour noire sur case blanche a8 · Dame noire sur case noire d8 · Tour noire sur case blanche e8 · Roi noir sur case blanche g8 · Pion noir sur case noire a7 · Pion noir sur case blanche b7 · Pion noir sur case noire c7 · Fou noir sur case noire e7 · Pion noir sur case noire g7 · Pion noir sur case blanche h7 · Pion blanc sur case blanche d5 · Pion noir sur case blanche f5 · Fou noir sur case blanche e4 · Pion blanc sur case noire f4 · Fou blanc sur case blanche g4 · Fou blanc sur case noire c3 · Dame blanche sur case noire g3 · Cavalier blanc sur case blanche h3 · Pion blanc sur case blanche a2 · Pion blanc sur case noire b2 · Pion blanc sur case blanche c2 · Pion blanc sur case blanche g2 · Pion blanc sur case noire h2 · Roi blanc sur case noire c1 · Tour blanche sur case blanche d1 · Tour blanche sur case blanche h1 | Tour noire sur case blanche a8 · Dame noire sur case noire d8 · Tour noire sur case blanche e8 · Roi noir sur case blanche g8 · Pion noir sur case noire a7 · Pion noir sur case blanche b7 · Pion noir sur case noire c7 · Fou noir sur case noire e7 · Pion noir sur case noire g7 · Pion noir sur case blanche h7 · Pion blanc sur case blanche d5 · Pion noir sur case blanche f5 · Fou noir sur case blanche e4 · Pion blanc sur case noire f4 · Fou blanc sur case blanche g4 · Fou blanc sur case noire c3 · Dame blanche sur case noire g3 · Cavalier blanc sur case blanche h3 · Pion blanc sur case blanche a2 · Pion blanc sur case noire b2 · Pion blanc sur case blanche c2 · Pion blanc sur case blanche g2 · Pion blanc sur case noire h2 · Roi blanc sur case noire c1 · Tour blanche sur case blanche d1 · Tour blanche sur case blanche h1 | 2 |
| 1 | Tour noire sur case blanche a8 · Dame noire sur case noire d8 · Tour noire sur case blanche e8 · Roi noir sur case blanche g8 · Pion noir sur case noire a7 · Pion noir sur case blanche b7 · Pion noir sur case noire c7 · Fou noir sur case noire e7 · Pion noir sur case noire g7 · Pion noir sur case blanche h7 · Pion blanc sur case blanche d5 · Pion noir sur case blanche f5 · Fou noir sur case blanche e4 · Pion blanc sur case noire f4 · Fou blanc sur case blanche g4 · Fou blanc sur case noire c3 · Dame blanche sur case noire g3 · Cavalier blanc sur case blanche h3 · Pion blanc sur case blanche a2 · Pion blanc sur case noire b2 · Pion blanc sur case blanche c2 · Pion blanc sur case blanche g2 · Pion blanc sur case noire h2 · Roi blanc sur case noire c1 · Tour blanche sur case blanche d1 · Tour blanche sur case blanche h1 | Tour noire sur case blanche a8 · Dame noire sur case noire d8 · Tour noire sur case blanche e8 · Roi noir sur case blanche g8 · Pion noir sur case noire a7 · Pion noir sur case blanche b7 · Pion noir sur case noire c7 · Fou noir sur case noire e7 · Pion noir sur case noire g7 · Pion noir sur case blanche h7 · Pion blanc sur case blanche d5 · Pion noir sur case blanche f5 · Fou noir sur case blanche e4 · Pion blanc sur case noire f4 · Fou blanc sur case blanche g4 · Fou blanc sur case noire c3 · Dame blanche sur case noire g3 · Cavalier blanc sur case blanche h3 · Pion blanc sur case blanche a2 · Pion blanc sur case noire b2 · Pion blanc sur case blanche c2 · Pion blanc sur case blanche g2 · Pion blanc sur case noire h2 · Roi blanc sur case noire c1 · Tour blanche sur case blanche d1 · Tour blanche sur case blanche h1 | Tour noire sur case blanche a8 · Dame noire sur case noire d8 · Tour noire sur case blanche e8 · Roi noir sur case blanche g8 · Pion noir sur case noire a7 · Pion noir sur case blanche b7 · Pion noir sur case noire c7 · Fou noir sur case noire e7 · Pion noir sur case noire g7 · Pion noir sur case blanche h7 · Pion blanc sur case blanche d5 · Pion noir sur case blanche f5 · Fou noir sur case blanche e4 · Pion blanc sur case noire f4 · Fou blanc sur case blanche g4 · Fou blanc sur case noire c3 · Dame blanche sur case noire g3 · Cavalier blanc sur case blanche h3 · Pion blanc sur case blanche a2 · Pion blanc sur case noire b2 · Pion blanc sur case blanche c2 · Pion blanc sur case blanche g2 · Pion blanc sur case noire h2 · Roi blanc sur case noire c1 · Tour blanche sur case blanche d1 · Tour blanche sur case blanche h1 | Tour noire sur case blanche a8 · Dame noire sur case noire d8 · Tour noire sur case blanche e8 · Roi noir sur case blanche g8 · Pion noir sur case noire a7 · Pion noir sur case blanche b7 · Pion noir sur case noire c7 · Fou noir sur case noire e7 · Pion noir sur case noire g7 · Pion noir sur case blanche h7 · Pion blanc sur case blanche d5 · Pion noir sur case blanche f5 · Fou noir sur case blanche e4 · Pion blanc sur case noire f4 · Fou blanc sur case blanche g4 · Fou blanc sur case noire c3 · Dame blanche sur case noire g3 · Cavalier blanc sur case blanche h3 · Pion blanc sur case blanche a2 · Pion blanc sur case noire b2 · Pion blanc sur case blanche c2 · Pion blanc sur case blanche g2 · Pion blanc sur case noire h2 · Roi blanc sur case noire c1 · Tour blanche sur case blanche d1 · Tour blanche sur case blanche h1 | Tour noire sur case blanche a8 · Dame noire sur case noire d8 · Tour noire sur case blanche e8 · Roi noir sur case blanche g8 · Pion noir sur case noire a7 · Pion noir sur case blanche b7 · Pion noir sur case noire c7 · Fou noir sur case noire e7 · Pion noir sur case noire g7 · Pion noir sur case blanche h7 · Pion blanc sur case blanche d5 · Pion noir sur case blanche f5 · Fou noir sur case blanche e4 · Pion blanc sur case noire f4 · Fou blanc sur case blanche g4 · Fou blanc sur case noire c3 · Dame blanche sur case noire g3 · Cavalier blanc sur case blanche h3 · Pion blanc sur case blanche a2 · Pion blanc sur case noire b2 · Pion blanc sur case blanche c2 · Pion blanc sur case blanche g2 · Pion blanc sur case noire h2 · Roi blanc sur case noire c1 · Tour blanche sur case blanche d1 · Tour blanche sur case blanche h1 | Tour noire sur case blanche a8 · Dame noire sur case noire d8 · Tour noire sur case blanche e8 · Roi noir sur case blanche g8 · Pion noir sur case noire a7 · Pion noir sur case blanche b7 · Pion noir sur case noire c7 · Fou noir sur case noire e7 · Pion noir sur case noire g7 · Pion noir sur case blanche h7 · Pion blanc sur case blanche d5 · Pion noir sur case blanche f5 · Fou noir sur case blanche e4 · Pion blanc sur case noire f4 · Fou blanc sur case blanche g4 · Fou blanc sur case noire c3 · Dame blanche sur case noire g3 · Cavalier blanc sur case blanche h3 · Pion blanc sur case blanche a2 · Pion blanc sur case noire b2 · Pion blanc sur case blanche c2 · Pion blanc sur case blanche g2 · Pion blanc sur case noire h2 · Roi blanc sur case noire c1 · Tour blanche sur case blanche d1 · Tour blanche sur case blanche h1 | Tour noire sur case blanche a8 · Dame noire sur case noire d8 · Tour noire sur case blanche e8 · Roi noir sur case blanche g8 · Pion noir sur case noire a7 · Pion noir sur case blanche b7 · Pion noir sur case noire c7 · Fou noir sur case noire e7 · Pion noir sur case noire g7 · Pion noir sur case blanche h7 · Pion blanc sur case blanche d5 · Pion noir sur case blanche f5 · Fou noir sur case blanche e4 · Pion blanc sur case noire f4 · Fou blanc sur case blanche g4 · Fou blanc sur case noire c3 · Dame blanche sur case noire g3 · Cavalier blanc sur case blanche h3 · Pion blanc sur case blanche a2 · Pion blanc sur case noire b2 · Pion blanc sur case blanche c2 · Pion blanc sur case blanche g2 · Pion blanc sur case noire h2 · Roi blanc sur case noire c1 · Tour blanche sur case blanche d1 · Tour blanche sur case blanche h1 | Tour noire sur case blanche a8 · Dame noire sur case noire d8 · Tour noire sur case blanche e8 · Roi noir sur case blanche g8 · Pion noir sur case noire a7 · Pion noir sur case blanche b7 · Pion noir sur case noire c7 · Fou noir sur case noire e7 · Pion noir sur case noire g7 · Pion noir sur case blanche h7 · Pion blanc sur case blanche d5 · Pion noir sur case blanche f5 · Fou noir sur case blanche e4 · Pion blanc sur case noire f4 · Fou blanc sur case blanche g4 · Fou blanc sur case noire c3 · Dame blanche sur case noire g3 · Cavalier blanc sur case blanche h3 · Pion blanc sur case blanche a2 · Pion blanc sur case noire b2 · Pion blanc sur case blanche c2 · Pion blanc sur case blanche g2 · Pion blanc sur case noire h2 · Roi blanc sur case noire c1 · Tour blanche sur case blanche d1 · Tour blanche sur case blanche h1 | 1 |
|   | a | b | c | d | e | f | g | h |   |

Pillsbury était l'un des rares joueurs à faire jeu égal face à Emanuel Lasker (+5 −5 =4). Il avait d'ailleurs battu Lasker lui-même avec les Noirs au tournoi de Saint-Pétersbourg en 1895 puis lors d'un tournoi à Augsbourg en 1900 (c'était, cela dit, une partie de démonstration, et non un tournoi officiel):
1. e4 e5 2. f4 d5 3. exd5 e4 4. Cc3 Cf6 5. De2 Fd6 6. d3 O-O 7. dxe4 Cxe4 8. Cxe4 Te8 9. Fd2 Ff5 10. O-O-O Fxe4 11. Dg4 f5 12. Dg3 Cd7 13. Fc3 Cf6 14. Ch3 Cg4 15. Fe2 Fe7 16. Fxg4 (voir diagramme de droite)
16... Fh4 17. Fxf5 Fxg3 18. Fe6+ Txe6 19. dxe6 De8 20. hxg3 Fxg2 21. The1 Fxh3 22. Td7 Dg6 23. b3 Te8 24. Te5 Fxe6 25. Txc7 Dxg3 26. Rb2 h6 27. Txb7 Tc8 28. Fd4 Dg2 29. Txa7 Txc2+ 30. Rb1 Dd2 0-1.
Pillsbury avait également un score égal contre Steinitz (+5 -5 =3) et Tarrasch (+5 -5 =2), mais un léger handicap contre Tchigorine (+7 -8 =6) et, curieusement, contre l'Anglais Joseph Henry Blackburne (+3 -5 =4), alors qu'il dominait David Janowski (+6 -4 =2), Geza Maroczy (+4 -3 =7) et écrasa le « champion de la partie nulle », Carl Schlechter (+8 -2 =9).

## Palmarès
Sources :
- (en) P.W. Sergeant et W.H. Watts, Pillsbury's Chess Career, Printing Craft, 1922,
- (en) Fiche de Pillsbury sur le site edochess[3].

### Tournois et principaux  matchs (1892-1904)
| Année | Vainqueur ou ex æquo | Deuxième à huitième |
| ----- | --- | --- |
| 1892  | (Boston) Match contre Barry : 6,5–5,5 (+5 –4 =1)                                                                                            | (Boston) Match à handicap contre Steinitz : 1-2 |
| 1893  | (Boston) Match contre Walbrodt : 2,5-0,5 (+2 −1 =0)New York (tournoi du club d'échecs de Manhattan) : 7 / 9 (+7 −2)                         | Tournoi de New York (7e) : 7 / 13 (+7 −6) (tournoi remporté par Lasker : 13 / 13 devant Albin)                                                                            |
| 1894  | | Buffalo (trophée Rice) (2e après Showalter) : 3,5 / 6Championnat de New York (6e) : 4 / 9 (victoire de Steinitz devant Albin, Hymes et Showalter)                         |
| 1895  | Tournoi de Hastings : 16,5 / 21 (+11 −6 =4)                                                                                                 | 1895-1896 : Saint-Pétersbourg (3e) : 8 / 18 (+5 −7 =6) (tournoi quadrangulaire remporté par Lasker devant Steinitz)                                                       |
| 1896  | (Vienne) Match contre Englisch : 6,5-4,5 (+6 −4 =1)                                                                                         | Nuremberg (3e-4e) : 12 / 18 (+10 −6 =2) (victoire de Lasker devant Maroczy et Tarrasch)Budapest (3e après Charousek et Tchigorine) : 7,5 / 12                             |
| 1897  | (New York) Match contre Showalter : 11,5–9,5 (+10 –8 =3)Tournoi-match Pennsylvanie-New York (Thousand Islands) : 6,5 / 7                    | |
| 1898  | Championnat des États-Unis contre Showalter (New York) : 6,5-4,5 (+6 −4 =1)Vienne (1er-2e) : 28,5 / 37 (+19 −7 =11) (ex æquo avec Tarrasch) | (Vienne) Match de départage contre Tarrasch : 1,5-2,5 (+1 −2 =1) |
| 1899  | (Saint-Louis) Match contre Judd : 4-1 (+4 −1 =0)(Lexington) Match contre Showalter : 1,5–1,5                                                | Londres (2e-4e après Lasker) : 18 / 27 (+14 −7 =8) (tournoi remporté par Lasker devant Maroczy et Janowski)                                                               |
| 1900  | Munich (1er-3e) : 12 / 15 (ex æquo avec Maroczy et Schlechter) Départages contre Maroczy (1-0) et Schlechter : 2-2 (+1 −1 =2)               | Paris (2e après Lasker) : 13,5 / 18 (+12 −3 =3) |
| 1901  | Buffalo (tournoi de l'État de New York) : 9,5 / 10 (+9 =1)                                                                                  | |
| 1902  | | Monte Carlo (2e après Maroczy) : 14,5 / 19 (+14 −4 =6)Hanovre (2e après Janowski) : 12 / 17 (+10 −3 =4)                                                                   |
| 1903  | | Monte Carlo (3e) : 18,5 / 26 (+14 −3 =9) (tournoi remporté par Tarrasch devant Maroczy)Vienne (4e) : 11 / 18 (+9 −5 =4) (victoire de Tchigorine devant Marshall et Marco) |
| 1904  | | Cambridge Springs (8e-9e) : 7 / 15 (+4 −5 =6) (tournoi remporté par Marshall devant Janowski et Lasker)                                                                   |

### Matchs par câble (1896-1905)
Matchs États-Unis – Angleterre par cable
- 1896 : 0-1 contre Blackburne
- 1897 : 0,5-0,5 contre Blackburne
- 1898 : 0,5-0,5 contre Blackburne
- 1899 : 0-1 contre Blackburne
- 1900 : 0,5-0,5 contre Blackburne
- 1901 : 1-0 contre Blackburne
- 1902  : 0,5-0,5 contre Lawrence
- 1903 : 0,5-0,5 contre Lawrence

Matchs du club de Manhattan contre le club de Franklin
- 1904 : 1-0 contre Marshall
- 1905 : 1-0 contre Hymes

### Autres matchs
- 1890 : match contre Stone : 6-3
- 1892 : match contre Dresel : 5-1 (+5 −1 =0)
- 1893 : matchs contre Bates (1-0), Kemeny (0,5–0,5), Voigt (1-0), M. Morgan (1-0), J.P. Morgan (1-0), Barrett (1-0),  
  - match contre Schottlander (2,5–0,5)
  - Match amical contre Shipley : 0-1
- 1894 : match contre Richardson (4-2)
- 1899 : match contre Barry : 0-1
  - match amical contre Smith : 0,5-2,5
- 1900 : match contre Judd (2-1)
- 1901 : match contre Judd (2-0)

## Un maître du jeu à l'aveugle
Pillsbury était un redoutable joueur à l'aveugle, et pouvait jouer aux dames et aux échecs simultanément, tout en disputant une partie de whist, et en récitant de mémoire une liste de mots que le public avait choisie auparavant. Il détient le record de 22 parties disputées en simultanée à l'aveugle (Moscou, 1902). Mais son principal exploit est encore d'avoir tenu le score de +3-7=11, lors de 21 parties à l'aveugle en simultanée contre les participants au Tournoi des Maîtres de Hanovre en 1902. Edward Lasker qui, adolescent, et désobéissant à sa mère, eut l'occasion de jouer dans une simultanée à l'aveugle contre Pillsbury à Breslau, rapporte :
« Mais il devint bientôt évident que j'aurais perdu la partie, même si j'avais bénéficié d'une totale tranquillité d'esprit. Pillsbury produisit là un spectacle merveilleux, remportant 13 des 16 parties à l'aveugle, en annulant 2 fois, et ne concédant qu'une seule défaite. Son jeu était sûr et il ne se trompait jamais. Lorsque, trente ans plus tard, j'arbitrai le match de 32 parties simultanées à l'aveugle disputé par Alekhine à l’Exposition internationale de Chicago, je revoyais encore Pillsbury calmement assis dans un fauteuil, tournant le dos à la foule et fumant cigare sur cigare, répondant d'une voix claire et dépourvue d'hésitation au coup joué par chacun de ses adversaires après une courte réflexion. La prestation d'Alekhine fut remarquable, mais il commit un certain nombre d'erreurs, et sa prestation ne m'impressionna vraiment pas autant que celle de Pillsbury à Breslau... »

## Une partie remarquable
|   | a | b | c | d | e | f | g | h |   |
| 8 | Tour noire sur case blanche a8 · Dame noire sur case noire d8 · Tour noire sur case noire f8 · Roi noir sur case blanche g8 · Pion noir sur case noire a7 · Fou noir sur case blanche b7 · Cavalier noir sur case blanche d7 · Fou noir sur case noire e7 · Pion noir sur case blanche f7 · Pion noir sur case noire g7 · Pion noir sur case blanche h7 · Pion noir sur case noire b6 · Cavalier noir sur case noire f6 · Pion noir sur case noire c5 · Pion noir sur case blanche d5 · Cavalier blanc sur case noire e5 · Fou blanc sur case noire g5 · Pion blanc sur case noire d4 · Pion blanc sur case noire f4 · Cavalier blanc sur case noire c3 · Fou blanc sur case blanche d3 · Pion blanc sur case noire e3 · Pion blanc sur case blanche a2 · Pion blanc sur case noire b2 · Pion blanc sur case blanche g2 · Pion blanc sur case noire h2 · Tour blanche sur case noire a1 · Dame blanche sur case blanche d1 · Roi blanc sur case noire e1 · Tour blanche sur case blanche h1 | Tour noire sur case blanche a8 · Dame noire sur case noire d8 · Tour noire sur case noire f8 · Roi noir sur case blanche g8 · Pion noir sur case noire a7 · Fou noir sur case blanche b7 · Cavalier noir sur case blanche d7 · Fou noir sur case noire e7 · Pion noir sur case blanche f7 · Pion noir sur case noire g7 · Pion noir sur case blanche h7 · Pion noir sur case noire b6 · Cavalier noir sur case noire f6 · Pion noir sur case noire c5 · Pion noir sur case blanche d5 · Cavalier blanc sur case noire e5 · Fou blanc sur case noire g5 · Pion blanc sur case noire d4 · Pion blanc sur case noire f4 · Cavalier blanc sur case noire c3 · Fou blanc sur case blanche d3 · Pion blanc sur case noire e3 · Pion blanc sur case blanche a2 · Pion blanc sur case noire b2 · Pion blanc sur case blanche g2 · Pion blanc sur case noire h2 · Tour blanche sur case noire a1 · Dame blanche sur case blanche d1 · Roi blanc sur case noire e1 · Tour blanche sur case blanche h1 | Tour noire sur case blanche a8 · Dame noire sur case noire d8 · Tour noire sur case noire f8 · Roi noir sur case blanche g8 · Pion noir sur case noire a7 · Fou noir sur case blanche b7 · Cavalier noir sur case blanche d7 · Fou noir sur case noire e7 · Pion noir sur case blanche f7 · Pion noir sur case noire g7 · Pion noir sur case blanche h7 · Pion noir sur case noire b6 · Cavalier noir sur case noire f6 · Pion noir sur case noire c5 · Pion noir sur case blanche d5 · Cavalier blanc sur case noire e5 · Fou blanc sur case noire g5 · Pion blanc sur case noire d4 · Pion blanc sur case noire f4 · Cavalier blanc sur case noire c3 · Fou blanc sur case blanche d3 · Pion blanc sur case noire e3 · Pion blanc sur case blanche a2 · Pion blanc sur case noire b2 · Pion blanc sur case blanche g2 · Pion blanc sur case noire h2 · Tour blanche sur case noire a1 · Dame blanche sur case blanche d1 · Roi blanc sur case noire e1 · Tour blanche sur case blanche h1 | Tour noire sur case blanche a8 · Dame noire sur case noire d8 · Tour noire sur case noire f8 · Roi noir sur case blanche g8 · Pion noir sur case noire a7 · Fou noir sur case blanche b7 · Cavalier noir sur case blanche d7 · Fou noir sur case noire e7 · Pion noir sur case blanche f7 · Pion noir sur case noire g7 · Pion noir sur case blanche h7 · Pion noir sur case noire b6 · Cavalier noir sur case noire f6 · Pion noir sur case noire c5 · Pion noir sur case blanche d5 · Cavalier blanc sur case noire e5 · Fou blanc sur case noire g5 · Pion blanc sur case noire d4 · Pion blanc sur case noire f4 · Cavalier blanc sur case noire c3 · Fou blanc sur case blanche d3 · Pion blanc sur case noire e3 · Pion blanc sur case blanche a2 · Pion blanc sur case noire b2 · Pion blanc sur case blanche g2 · Pion blanc sur case noire h2 · Tour blanche sur case noire a1 · Dame blanche sur case blanche d1 · Roi blanc sur case noire e1 · Tour blanche sur case blanche h1 | Tour noire sur case blanche a8 · Dame noire sur case noire d8 · Tour noire sur case noire f8 · Roi noir sur case blanche g8 · Pion noir sur case noire a7 · Fou noir sur case blanche b7 · Cavalier noir sur case blanche d7 · Fou noir sur case noire e7 · Pion noir sur case blanche f7 · Pion noir sur case noire g7 · Pion noir sur case blanche h7 · Pion noir sur case noire b6 · Cavalier noir sur case noire f6 · Pion noir sur case noire c5 · Pion noir sur case blanche d5 · Cavalier blanc sur case noire e5 · Fou blanc sur case noire g5 · Pion blanc sur case noire d4 · Pion blanc sur case noire f4 · Cavalier blanc sur case noire c3 · Fou blanc sur case blanche d3 · Pion blanc sur case noire e3 · Pion blanc sur case blanche a2 · Pion blanc sur case noire b2 · Pion blanc sur case blanche g2 · Pion blanc sur case noire h2 · Tour blanche sur case noire a1 · Dame blanche sur case blanche d1 · Roi blanc sur case noire e1 · Tour blanche sur case blanche h1 | Tour noire sur case blanche a8 · Dame noire sur case noire d8 · Tour noire sur case noire f8 · Roi noir sur case blanche g8 · Pion noir sur case noire a7 · Fou noir sur case blanche b7 · Cavalier noir sur case blanche d7 · Fou noir sur case noire e7 · Pion noir sur case blanche f7 · Pion noir sur case noire g7 · Pion noir sur case blanche h7 · Pion noir sur case noire b6 · Cavalier noir sur case noire f6 · Pion noir sur case noire c5 · Pion noir sur case blanche d5 · Cavalier blanc sur case noire e5 · Fou blanc sur case noire g5 · Pion blanc sur case noire d4 · Pion blanc sur case noire f4 · Cavalier blanc sur case noire c3 · Fou blanc sur case blanche d3 · Pion blanc sur case noire e3 · Pion blanc sur case blanche a2 · Pion blanc sur case noire b2 · Pion blanc sur case blanche g2 · Pion blanc sur case noire h2 · Tour blanche sur case noire a1 · Dame blanche sur case blanche d1 · Roi blanc sur case noire e1 · Tour blanche sur case blanche h1 | Tour noire sur case blanche a8 · Dame noire sur case noire d8 · Tour noire sur case noire f8 · Roi noir sur case blanche g8 · Pion noir sur case noire a7 · Fou noir sur case blanche b7 · Cavalier noir sur case blanche d7 · Fou noir sur case noire e7 · Pion noir sur case blanche f7 · Pion noir sur case noire g7 · Pion noir sur case blanche h7 · Pion noir sur case noire b6 · Cavalier noir sur case noire f6 · Pion noir sur case noire c5 · Pion noir sur case blanche d5 · Cavalier blanc sur case noire e5 · Fou blanc sur case noire g5 · Pion blanc sur case noire d4 · Pion blanc sur case noire f4 · Cavalier blanc sur case noire c3 · Fou blanc sur case blanche d3 · Pion blanc sur case noire e3 · Pion blanc sur case blanche a2 · Pion blanc sur case noire b2 · Pion blanc sur case blanche g2 · Pion blanc sur case noire h2 · Tour blanche sur case noire a1 · Dame blanche sur case blanche d1 · Roi blanc sur case noire e1 · Tour blanche sur case blanche h1 | Tour noire sur case blanche a8 · Dame noire sur case noire d8 · Tour noire sur case noire f8 · Roi noir sur case blanche g8 · Pion noir sur case noire a7 · Fou noir sur case blanche b7 · Cavalier noir sur case blanche d7 · Fou noir sur case noire e7 · Pion noir sur case blanche f7 · Pion noir sur case noire g7 · Pion noir sur case blanche h7 · Pion noir sur case noire b6 · Cavalier noir sur case noire f6 · Pion noir sur case noire c5 · Pion noir sur case blanche d5 · Cavalier blanc sur case noire e5 · Fou blanc sur case noire g5 · Pion blanc sur case noire d4 · Pion blanc sur case noire f4 · Cavalier blanc sur case noire c3 · Fou blanc sur case blanche d3 · Pion blanc sur case noire e3 · Pion blanc sur case blanche a2 · Pion blanc sur case noire b2 · Pion blanc sur case blanche g2 · Pion blanc sur case noire h2 · Tour blanche sur case noire a1 · Dame blanche sur case blanche d1 · Roi blanc sur case noire e1 · Tour blanche sur case blanche h1 | 8 |
| 7 | Tour noire sur case blanche a8 · Dame noire sur case noire d8 · Tour noire sur case noire f8 · Roi noir sur case blanche g8 · Pion noir sur case noire a7 · Fou noir sur case blanche b7 · Cavalier noir sur case blanche d7 · Fou noir sur case noire e7 · Pion noir sur case blanche f7 · Pion noir sur case noire g7 · Pion noir sur case blanche h7 · Pion noir sur case noire b6 · Cavalier noir sur case noire f6 · Pion noir sur case noire c5 · Pion noir sur case blanche d5 · Cavalier blanc sur case noire e5 · Fou blanc sur case noire g5 · Pion blanc sur case noire d4 · Pion blanc sur case noire f4 · Cavalier blanc sur case noire c3 · Fou blanc sur case blanche d3 · Pion blanc sur case noire e3 · Pion blanc sur case blanche a2 · Pion blanc sur case noire b2 · Pion blanc sur case blanche g2 · Pion blanc sur case noire h2 · Tour blanche sur case noire a1 · Dame blanche sur case blanche d1 · Roi blanc sur case noire e1 · Tour blanche sur case blanche h1 | Tour noire sur case blanche a8 · Dame noire sur case noire d8 · Tour noire sur case noire f8 · Roi noir sur case blanche g8 · Pion noir sur case noire a7 · Fou noir sur case blanche b7 · Cavalier noir sur case blanche d7 · Fou noir sur case noire e7 · Pion noir sur case blanche f7 · Pion noir sur case noire g7 · Pion noir sur case blanche h7 · Pion noir sur case noire b6 · Cavalier noir sur case noire f6 · Pion noir sur case noire c5 · Pion noir sur case blanche d5 · Cavalier blanc sur case noire e5 · Fou blanc sur case noire g5 · Pion blanc sur case noire d4 · Pion blanc sur case noire f4 · Cavalier blanc sur case noire c3 · Fou blanc sur case blanche d3 · Pion blanc sur case noire e3 · Pion blanc sur case blanche a2 · Pion blanc sur case noire b2 · Pion blanc sur case blanche g2 · Pion blanc sur case noire h2 · Tour blanche sur case noire a1 · Dame blanche sur case blanche d1 · Roi blanc sur case noire e1 · Tour blanche sur case blanche h1 | Tour noire sur case blanche a8 · Dame noire sur case noire d8 · Tour noire sur case noire f8 · Roi noir sur case blanche g8 · Pion noir sur case noire a7 · Fou noir sur case blanche b7 · Cavalier noir sur case blanche d7 · Fou noir sur case noire e7 · Pion noir sur case blanche f7 · Pion noir sur case noire g7 · Pion noir sur case blanche h7 · Pion noir sur case noire b6 · Cavalier noir sur case noire f6 · Pion noir sur case noire c5 · Pion noir sur case blanche d5 · Cavalier blanc sur case noire e5 · Fou blanc sur case noire g5 · Pion blanc sur case noire d4 · Pion blanc sur case noire f4 · Cavalier blanc sur case noire c3 · Fou blanc sur case blanche d3 · Pion blanc sur case noire e3 · Pion blanc sur case blanche a2 · Pion blanc sur case noire b2 · Pion blanc sur case blanche g2 · Pion blanc sur case noire h2 · Tour blanche sur case noire a1 · Dame blanche sur case blanche d1 · Roi blanc sur case noire e1 · Tour blanche sur case blanche h1 | Tour noire sur case blanche a8 · Dame noire sur case noire d8 · Tour noire sur case noire f8 · Roi noir sur case blanche g8 · Pion noir sur case noire a7 · Fou noir sur case blanche b7 · Cavalier noir sur case blanche d7 · Fou noir sur case noire e7 · Pion noir sur case blanche f7 · Pion noir sur case noire g7 · Pion noir sur case blanche h7 · Pion noir sur case noire b6 · Cavalier noir sur case noire f6 · Pion noir sur case noire c5 · Pion noir sur case blanche d5 · Cavalier blanc sur case noire e5 · Fou blanc sur case noire g5 · Pion blanc sur case noire d4 · Pion blanc sur case noire f4 · Cavalier blanc sur case noire c3 · Fou blanc sur case blanche d3 · Pion blanc sur case noire e3 · Pion blanc sur case blanche a2 · Pion blanc sur case noire b2 · Pion blanc sur case blanche g2 · Pion blanc sur case noire h2 · Tour blanche sur case noire a1 · Dame blanche sur case blanche d1 · Roi blanc sur case noire e1 · Tour blanche sur case blanche h1 | Tour noire sur case blanche a8 · Dame noire sur case noire d8 · Tour noire sur case noire f8 · Roi noir sur case blanche g8 · Pion noir sur case noire a7 · Fou noir sur case blanche b7 · Cavalier noir sur case blanche d7 · Fou noir sur case noire e7 · Pion noir sur case blanche f7 · Pion noir sur case noire g7 · Pion noir sur case blanche h7 · Pion noir sur case noire b6 · Cavalier noir sur case noire f6 · Pion noir sur case noire c5 · Pion noir sur case blanche d5 · Cavalier blanc sur case noire e5 · Fou blanc sur case noire g5 · Pion blanc sur case noire d4 · Pion blanc sur case noire f4 · Cavalier blanc sur case noire c3 · Fou blanc sur case blanche d3 · Pion blanc sur case noire e3 · Pion blanc sur case blanche a2 · Pion blanc sur case noire b2 · Pion blanc sur case blanche g2 · Pion blanc sur case noire h2 · Tour blanche sur case noire a1 · Dame blanche sur case blanche d1 · Roi blanc sur case noire e1 · Tour blanche sur case blanche h1 | Tour noire sur case blanche a8 · Dame noire sur case noire d8 · Tour noire sur case noire f8 · Roi noir sur case blanche g8 · Pion noir sur case noire a7 · Fou noir sur case blanche b7 · Cavalier noir sur case blanche d7 · Fou noir sur case noire e7 · Pion noir sur case blanche f7 · Pion noir sur case noire g7 · Pion noir sur case blanche h7 · Pion noir sur case noire b6 · Cavalier noir sur case noire f6 · Pion noir sur case noire c5 · Pion noir sur case blanche d5 · Cavalier blanc sur case noire e5 · Fou blanc sur case noire g5 · Pion blanc sur case noire d4 · Pion blanc sur case noire f4 · Cavalier blanc sur case noire c3 · Fou blanc sur case blanche d3 · Pion blanc sur case noire e3 · Pion blanc sur case blanche a2 · Pion blanc sur case noire b2 · Pion blanc sur case blanche g2 · Pion blanc sur case noire h2 · Tour blanche sur case noire a1 · Dame blanche sur case blanche d1 · Roi blanc sur case noire e1 · Tour blanche sur case blanche h1 | Tour noire sur case blanche a8 · Dame noire sur case noire d8 · Tour noire sur case noire f8 · Roi noir sur case blanche g8 · Pion noir sur case noire a7 · Fou noir sur case blanche b7 · Cavalier noir sur case blanche d7 · Fou noir sur case noire e7 · Pion noir sur case blanche f7 · Pion noir sur case noire g7 · Pion noir sur case blanche h7 · Pion noir sur case noire b6 · Cavalier noir sur case noire f6 · Pion noir sur case noire c5 · Pion noir sur case blanche d5 · Cavalier blanc sur case noire e5 · Fou blanc sur case noire g5 · Pion blanc sur case noire d4 · Pion blanc sur case noire f4 · Cavalier blanc sur case noire c3 · Fou blanc sur case blanche d3 · Pion blanc sur case noire e3 · Pion blanc sur case blanche a2 · Pion blanc sur case noire b2 · Pion blanc sur case blanche g2 · Pion blanc sur case noire h2 · Tour blanche sur case noire a1 · Dame blanche sur case blanche d1 · Roi blanc sur case noire e1 · Tour blanche sur case blanche h1 | Tour noire sur case blanche a8 · Dame noire sur case noire d8 · Tour noire sur case noire f8 · Roi noir sur case blanche g8 · Pion noir sur case noire a7 · Fou noir sur case blanche b7 · Cavalier noir sur case blanche d7 · Fou noir sur case noire e7 · Pion noir sur case blanche f7 · Pion noir sur case noire g7 · Pion noir sur case blanche h7 · Pion noir sur case noire b6 · Cavalier noir sur case noire f6 · Pion noir sur case noire c5 · Pion noir sur case blanche d5 · Cavalier blanc sur case noire e5 · Fou blanc sur case noire g5 · Pion blanc sur case noire d4 · Pion blanc sur case noire f4 · Cavalier blanc sur case noire c3 · Fou blanc sur case blanche d3 · Pion blanc sur case noire e3 · Pion blanc sur case blanche a2 · Pion blanc sur case noire b2 · Pion blanc sur case blanche g2 · Pion blanc sur case noire h2 · Tour blanche sur case noire a1 · Dame blanche sur case blanche d1 · Roi blanc sur case noire e1 · Tour blanche sur case blanche h1 | 7 |
| 6 | Tour noire sur case blanche a8 · Dame noire sur case noire d8 · Tour noire sur case noire f8 · Roi noir sur case blanche g8 · Pion noir sur case noire a7 · Fou noir sur case blanche b7 · Cavalier noir sur case blanche d7 · Fou noir sur case noire e7 · Pion noir sur case blanche f7 · Pion noir sur case noire g7 · Pion noir sur case blanche h7 · Pion noir sur case noire b6 · Cavalier noir sur case noire f6 · Pion noir sur case noire c5 · Pion noir sur case blanche d5 · Cavalier blanc sur case noire e5 · Fou blanc sur case noire g5 · Pion blanc sur case noire d4 · Pion blanc sur case noire f4 · Cavalier blanc sur case noire c3 · Fou blanc sur case blanche d3 · Pion blanc sur case noire e3 · Pion blanc sur case blanche a2 · Pion blanc sur case noire b2 · Pion blanc sur case blanche g2 · Pion blanc sur case noire h2 · Tour blanche sur case noire a1 · Dame blanche sur case blanche d1 · Roi blanc sur case noire e1 · Tour blanche sur case blanche h1 | Tour noire sur case blanche a8 · Dame noire sur case noire d8 · Tour noire sur case noire f8 · Roi noir sur case blanche g8 · Pion noir sur case noire a7 · Fou noir sur case blanche b7 · Cavalier noir sur case blanche d7 · Fou noir sur case noire e7 · Pion noir sur case blanche f7 · Pion noir sur case noire g7 · Pion noir sur case blanche h7 · Pion noir sur case noire b6 · Cavalier noir sur case noire f6 · Pion noir sur case noire c5 · Pion noir sur case blanche d5 · Cavalier blanc sur case noire e5 · Fou blanc sur case noire g5 · Pion blanc sur case noire d4 · Pion blanc sur case noire f4 · Cavalier blanc sur case noire c3 · Fou blanc sur case blanche d3 · Pion blanc sur case noire e3 · Pion blanc sur case blanche a2 · Pion blanc sur case noire b2 · Pion blanc sur case blanche g2 · Pion blanc sur case noire h2 · Tour blanche sur case noire a1 · Dame blanche sur case blanche d1 · Roi blanc sur case noire e1 · Tour blanche sur case blanche h1 | Tour noire sur case blanche a8 · Dame noire sur case noire d8 · Tour noire sur case noire f8 · Roi noir sur case blanche g8 · Pion noir sur case noire a7 · Fou noir sur case blanche b7 · Cavalier noir sur case blanche d7 · Fou noir sur case noire e7 · Pion noir sur case blanche f7 · Pion noir sur case noire g7 · Pion noir sur case blanche h7 · Pion noir sur case noire b6 · Cavalier noir sur case noire f6 · Pion noir sur case noire c5 · Pion noir sur case blanche d5 · Cavalier blanc sur case noire e5 · Fou blanc sur case noire g5 · Pion blanc sur case noire d4 · Pion blanc sur case noire f4 · Cavalier blanc sur case noire c3 · Fou blanc sur case blanche d3 · Pion blanc sur case noire e3 · Pion blanc sur case blanche a2 · Pion blanc sur case noire b2 · Pion blanc sur case blanche g2 · Pion blanc sur case noire h2 · Tour blanche sur case noire a1 · Dame blanche sur case blanche d1 · Roi blanc sur case noire e1 · Tour blanche sur case blanche h1 | Tour noire sur case blanche a8 · Dame noire sur case noire d8 · Tour noire sur case noire f8 · Roi noir sur case blanche g8 · Pion noir sur case noire a7 · Fou noir sur case blanche b7 · Cavalier noir sur case blanche d7 · Fou noir sur case noire e7 · Pion noir sur case blanche f7 · Pion noir sur case noire g7 · Pion noir sur case blanche h7 · Pion noir sur case noire b6 · Cavalier noir sur case noire f6 · Pion noir sur case noire c5 · Pion noir sur case blanche d5 · Cavalier blanc sur case noire e5 · Fou blanc sur case noire g5 · Pion blanc sur case noire d4 · Pion blanc sur case noire f4 · Cavalier blanc sur case noire c3 · Fou blanc sur case blanche d3 · Pion blanc sur case noire e3 · Pion blanc sur case blanche a2 · Pion blanc sur case noire b2 · Pion blanc sur case blanche g2 · Pion blanc sur case noire h2 · Tour blanche sur case noire a1 · Dame blanche sur case blanche d1 · Roi blanc sur case noire e1 · Tour blanche sur case blanche h1 | Tour noire sur case blanche a8 · Dame noire sur case noire d8 · Tour noire sur case noire f8 · Roi noir sur case blanche g8 · Pion noir sur case noire a7 · Fou noir sur case blanche b7 · Cavalier noir sur case blanche d7 · Fou noir sur case noire e7 · Pion noir sur case blanche f7 · Pion noir sur case noire g7 · Pion noir sur case blanche h7 · Pion noir sur case noire b6 · Cavalier noir sur case noire f6 · Pion noir sur case noire c5 · Pion noir sur case blanche d5 · Cavalier blanc sur case noire e5 · Fou blanc sur case noire g5 · Pion blanc sur case noire d4 · Pion blanc sur case noire f4 · Cavalier blanc sur case noire c3 · Fou blanc sur case blanche d3 · Pion blanc sur case noire e3 · Pion blanc sur case blanche a2 · Pion blanc sur case noire b2 · Pion blanc sur case blanche g2 · Pion blanc sur case noire h2 · Tour blanche sur case noire a1 · Dame blanche sur case blanche d1 · Roi blanc sur case noire e1 · Tour blanche sur case blanche h1 | Tour noire sur case blanche a8 · Dame noire sur case noire d8 · Tour noire sur case noire f8 · Roi noir sur case blanche g8 · Pion noir sur case noire a7 · Fou noir sur case blanche b7 · Cavalier noir sur case blanche d7 · Fou noir sur case noire e7 · Pion noir sur case blanche f7 · Pion noir sur case noire g7 · Pion noir sur case blanche h7 · Pion noir sur case noire b6 · Cavalier noir sur case noire f6 · Pion noir sur case noire c5 · Pion noir sur case blanche d5 · Cavalier blanc sur case noire e5 · Fou blanc sur case noire g5 · Pion blanc sur case noire d4 · Pion blanc sur case noire f4 · Cavalier blanc sur case noire c3 · Fou blanc sur case blanche d3 · Pion blanc sur case noire e3 · Pion blanc sur case blanche a2 · Pion blanc sur case noire b2 · Pion blanc sur case blanche g2 · Pion blanc sur case noire h2 · Tour blanche sur case noire a1 · Dame blanche sur case blanche d1 · Roi blanc sur case noire e1 · Tour blanche sur case blanche h1 | Tour noire sur case blanche a8 · Dame noire sur case noire d8 · Tour noire sur case noire f8 · Roi noir sur case blanche g8 · Pion noir sur case noire a7 · Fou noir sur case blanche b7 · Cavalier noir sur case blanche d7 · Fou noir sur case noire e7 · Pion noir sur case blanche f7 · Pion noir sur case noire g7 · Pion noir sur case blanche h7 · Pion noir sur case noire b6 · Cavalier noir sur case noire f6 · Pion noir sur case noire c5 · Pion noir sur case blanche d5 · Cavalier blanc sur case noire e5 · Fou blanc sur case noire g5 · Pion blanc sur case noire d4 · Pion blanc sur case noire f4 · Cavalier blanc sur case noire c3 · Fou blanc sur case blanche d3 · Pion blanc sur case noire e3 · Pion blanc sur case blanche a2 · Pion blanc sur case noire b2 · Pion blanc sur case blanche g2 · Pion blanc sur case noire h2 · Tour blanche sur case noire a1 · Dame blanche sur case blanche d1 · Roi blanc sur case noire e1 · Tour blanche sur case blanche h1 | Tour noire sur case blanche a8 · Dame noire sur case noire d8 · Tour noire sur case noire f8 · Roi noir sur case blanche g8 · Pion noir sur case noire a7 · Fou noir sur case blanche b7 · Cavalier noir sur case blanche d7 · Fou noir sur case noire e7 · Pion noir sur case blanche f7 · Pion noir sur case noire g7 · Pion noir sur case blanche h7 · Pion noir sur case noire b6 · Cavalier noir sur case noire f6 · Pion noir sur case noire c5 · Pion noir sur case blanche d5 · Cavalier blanc sur case noire e5 · Fou blanc sur case noire g5 · Pion blanc sur case noire d4 · Pion blanc sur case noire f4 · Cavalier blanc sur case noire c3 · Fou blanc sur case blanche d3 · Pion blanc sur case noire e3 · Pion blanc sur case blanche a2 · Pion blanc sur case noire b2 · Pion blanc sur case blanche g2 · Pion blanc sur case noire h2 · Tour blanche sur case noire a1 · Dame blanche sur case blanche d1 · Roi blanc sur case noire e1 · Tour blanche sur case blanche h1 | 6 |
| 5 | Tour noire sur case blanche a8 · Dame noire sur case noire d8 · Tour noire sur case noire f8 · Roi noir sur case blanche g8 · Pion noir sur case noire a7 · Fou noir sur case blanche b7 · Cavalier noir sur case blanche d7 · Fou noir sur case noire e7 · Pion noir sur case blanche f7 · Pion noir sur case noire g7 · Pion noir sur case blanche h7 · Pion noir sur case noire b6 · Cavalier noir sur case noire f6 · Pion noir sur case noire c5 · Pion noir sur case blanche d5 · Cavalier blanc sur case noire e5 · Fou blanc sur case noire g5 · Pion blanc sur case noire d4 · Pion blanc sur case noire f4 · Cavalier blanc sur case noire c3 · Fou blanc sur case blanche d3 · Pion blanc sur case noire e3 · Pion blanc sur case blanche a2 · Pion blanc sur case noire b2 · Pion blanc sur case blanche g2 · Pion blanc sur case noire h2 · Tour blanche sur case noire a1 · Dame blanche sur case blanche d1 · Roi blanc sur case noire e1 · Tour blanche sur case blanche h1 | Tour noire sur case blanche a8 · Dame noire sur case noire d8 · Tour noire sur case noire f8 · Roi noir sur case blanche g8 · Pion noir sur case noire a7 · Fou noir sur case blanche b7 · Cavalier noir sur case blanche d7 · Fou noir sur case noire e7 · Pion noir sur case blanche f7 · Pion noir sur case noire g7 · Pion noir sur case blanche h7 · Pion noir sur case noire b6 · Cavalier noir sur case noire f6 · Pion noir sur case noire c5 · Pion noir sur case blanche d5 · Cavalier blanc sur case noire e5 · Fou blanc sur case noire g5 · Pion blanc sur case noire d4 · Pion blanc sur case noire f4 · Cavalier blanc sur case noire c3 · Fou blanc sur case blanche d3 · Pion blanc sur case noire e3 · Pion blanc sur case blanche a2 · Pion blanc sur case noire b2 · Pion blanc sur case blanche g2 · Pion blanc sur case noire h2 · Tour blanche sur case noire a1 · Dame blanche sur case blanche d1 · Roi blanc sur case noire e1 · Tour blanche sur case blanche h1 | Tour noire sur case blanche a8 · Dame noire sur case noire d8 · Tour noire sur case noire f8 · Roi noir sur case blanche g8 · Pion noir sur case noire a7 · Fou noir sur case blanche b7 · Cavalier noir sur case blanche d7 · Fou noir sur case noire e7 · Pion noir sur case blanche f7 · Pion noir sur case noire g7 · Pion noir sur case blanche h7 · Pion noir sur case noire b6 · Cavalier noir sur case noire f6 · Pion noir sur case noire c5 · Pion noir sur case blanche d5 · Cavalier blanc sur case noire e5 · Fou blanc sur case noire g5 · Pion blanc sur case noire d4 · Pion blanc sur case noire f4 · Cavalier blanc sur case noire c3 · Fou blanc sur case blanche d3 · Pion blanc sur case noire e3 · Pion blanc sur case blanche a2 · Pion blanc sur case noire b2 · Pion blanc sur case blanche g2 · Pion blanc sur case noire h2 · Tour blanche sur case noire a1 · Dame blanche sur case blanche d1 · Roi blanc sur case noire e1 · Tour blanche sur case blanche h1 | Tour noire sur case blanche a8 · Dame noire sur case noire d8 · Tour noire sur case noire f8 · Roi noir sur case blanche g8 · Pion noir sur case noire a7 · Fou noir sur case blanche b7 · Cavalier noir sur case blanche d7 · Fou noir sur case noire e7 · Pion noir sur case blanche f7 · Pion noir sur case noire g7 · Pion noir sur case blanche h7 · Pion noir sur case noire b6 · Cavalier noir sur case noire f6 · Pion noir sur case noire c5 · Pion noir sur case blanche d5 · Cavalier blanc sur case noire e5 · Fou blanc sur case noire g5 · Pion blanc sur case noire d4 · Pion blanc sur case noire f4 · Cavalier blanc sur case noire c3 · Fou blanc sur case blanche d3 · Pion blanc sur case noire e3 · Pion blanc sur case blanche a2 · Pion blanc sur case noire b2 · Pion blanc sur case blanche g2 · Pion blanc sur case noire h2 · Tour blanche sur case noire a1 · Dame blanche sur case blanche d1 · Roi blanc sur case noire e1 · Tour blanche sur case blanche h1 | Tour noire sur case blanche a8 · Dame noire sur case noire d8 · Tour noire sur case noire f8 · Roi noir sur case blanche g8 · Pion noir sur case noire a7 · Fou noir sur case blanche b7 · Cavalier noir sur case blanche d7 · Fou noir sur case noire e7 · Pion noir sur case blanche f7 · Pion noir sur case noire g7 · Pion noir sur case blanche h7 · Pion noir sur case noire b6 · Cavalier noir sur case noire f6 · Pion noir sur case noire c5 · Pion noir sur case blanche d5 · Cavalier blanc sur case noire e5 · Fou blanc sur case noire g5 · Pion blanc sur case noire d4 · Pion blanc sur case noire f4 · Cavalier blanc sur case noire c3 · Fou blanc sur case blanche d3 · Pion blanc sur case noire e3 · Pion blanc sur case blanche a2 · Pion blanc sur case noire b2 · Pion blanc sur case blanche g2 · Pion blanc sur case noire h2 · Tour blanche sur case noire a1 · Dame blanche sur case blanche d1 · Roi blanc sur case noire e1 · Tour blanche sur case blanche h1 | Tour noire sur case blanche a8 · Dame noire sur case noire d8 · Tour noire sur case noire f8 · Roi noir sur case blanche g8 · Pion noir sur case noire a7 · Fou noir sur case blanche b7 · Cavalier noir sur case blanche d7 · Fou noir sur case noire e7 · Pion noir sur case blanche f7 · Pion noir sur case noire g7 · Pion noir sur case blanche h7 · Pion noir sur case noire b6 · Cavalier noir sur case noire f6 · Pion noir sur case noire c5 · Pion noir sur case blanche d5 · Cavalier blanc sur case noire e5 · Fou blanc sur case noire g5 · Pion blanc sur case noire d4 · Pion blanc sur case noire f4 · Cavalier blanc sur case noire c3 · Fou blanc sur case blanche d3 · Pion blanc sur case noire e3 · Pion blanc sur case blanche a2 · Pion blanc sur case noire b2 · Pion blanc sur case blanche g2 · Pion blanc sur case noire h2 · Tour blanche sur case noire a1 · Dame blanche sur case blanche d1 · Roi blanc sur case noire e1 · Tour blanche sur case blanche h1 | Tour noire sur case blanche a8 · Dame noire sur case noire d8 · Tour noire sur case noire f8 · Roi noir sur case blanche g8 · Pion noir sur case noire a7 · Fou noir sur case blanche b7 · Cavalier noir sur case blanche d7 · Fou noir sur case noire e7 · Pion noir sur case blanche f7 · Pion noir sur case noire g7 · Pion noir sur case blanche h7 · Pion noir sur case noire b6 · Cavalier noir sur case noire f6 · Pion noir sur case noire c5 · Pion noir sur case blanche d5 · Cavalier blanc sur case noire e5 · Fou blanc sur case noire g5 · Pion blanc sur case noire d4 · Pion blanc sur case noire f4 · Cavalier blanc sur case noire c3 · Fou blanc sur case blanche d3 · Pion blanc sur case noire e3 · Pion blanc sur case blanche a2 · Pion blanc sur case noire b2 · Pion blanc sur case blanche g2 · Pion blanc sur case noire h2 · Tour blanche sur case noire a1 · Dame blanche sur case blanche d1 · Roi blanc sur case noire e1 · Tour blanche sur case blanche h1 | Tour noire sur case blanche a8 · Dame noire sur case noire d8 · Tour noire sur case noire f8 · Roi noir sur case blanche g8 · Pion noir sur case noire a7 · Fou noir sur case blanche b7 · Cavalier noir sur case blanche d7 · Fou noir sur case noire e7 · Pion noir sur case blanche f7 · Pion noir sur case noire g7 · Pion noir sur case blanche h7 · Pion noir sur case noire b6 · Cavalier noir sur case noire f6 · Pion noir sur case noire c5 · Pion noir sur case blanche d5 · Cavalier blanc sur case noire e5 · Fou blanc sur case noire g5 · Pion blanc sur case noire d4 · Pion blanc sur case noire f4 · Cavalier blanc sur case noire c3 · Fou blanc sur case blanche d3 · Pion blanc sur case noire e3 · Pion blanc sur case blanche a2 · Pion blanc sur case noire b2 · Pion blanc sur case blanche g2 · Pion blanc sur case noire h2 · Tour blanche sur case noire a1 · Dame blanche sur case blanche d1 · Roi blanc sur case noire e1 · Tour blanche sur case blanche h1 | 5 |
| 4 | Tour noire sur case blanche a8 · Dame noire sur case noire d8 · Tour noire sur case noire f8 · Roi noir sur case blanche g8 · Pion noir sur case noire a7 · Fou noir sur case blanche b7 · Cavalier noir sur case blanche d7 · Fou noir sur case noire e7 · Pion noir sur case blanche f7 · Pion noir sur case noire g7 · Pion noir sur case blanche h7 · Pion noir sur case noire b6 · Cavalier noir sur case noire f6 · Pion noir sur case noire c5 · Pion noir sur case blanche d5 · Cavalier blanc sur case noire e5 · Fou blanc sur case noire g5 · Pion blanc sur case noire d4 · Pion blanc sur case noire f4 · Cavalier blanc sur case noire c3 · Fou blanc sur case blanche d3 · Pion blanc sur case noire e3 · Pion blanc sur case blanche a2 · Pion blanc sur case noire b2 · Pion blanc sur case blanche g2 · Pion blanc sur case noire h2 · Tour blanche sur case noire a1 · Dame blanche sur case blanche d1 · Roi blanc sur case noire e1 · Tour blanche sur case blanche h1 | Tour noire sur case blanche a8 · Dame noire sur case noire d8 · Tour noire sur case noire f8 · Roi noir sur case blanche g8 · Pion noir sur case noire a7 · Fou noir sur case blanche b7 · Cavalier noir sur case blanche d7 · Fou noir sur case noire e7 · Pion noir sur case blanche f7 · Pion noir sur case noire g7 · Pion noir sur case blanche h7 · Pion noir sur case noire b6 · Cavalier noir sur case noire f6 · Pion noir sur case noire c5 · Pion noir sur case blanche d5 · Cavalier blanc sur case noire e5 · Fou blanc sur case noire g5 · Pion blanc sur case noire d4 · Pion blanc sur case noire f4 · Cavalier blanc sur case noire c3 · Fou blanc sur case blanche d3 · Pion blanc sur case noire e3 · Pion blanc sur case blanche a2 · Pion blanc sur case noire b2 · Pion blanc sur case blanche g2 · Pion blanc sur case noire h2 · Tour blanche sur case noire a1 · Dame blanche sur case blanche d1 · Roi blanc sur case noire e1 · Tour blanche sur case blanche h1 | Tour noire sur case blanche a8 · Dame noire sur case noire d8 · Tour noire sur case noire f8 · Roi noir sur case blanche g8 · Pion noir sur case noire a7 · Fou noir sur case blanche b7 · Cavalier noir sur case blanche d7 · Fou noir sur case noire e7 · Pion noir sur case blanche f7 · Pion noir sur case noire g7 · Pion noir sur case blanche h7 · Pion noir sur case noire b6 · Cavalier noir sur case noire f6 · Pion noir sur case noire c5 · Pion noir sur case blanche d5 · Cavalier blanc sur case noire e5 · Fou blanc sur case noire g5 · Pion blanc sur case noire d4 · Pion blanc sur case noire f4 · Cavalier blanc sur case noire c3 · Fou blanc sur case blanche d3 · Pion blanc sur case noire e3 · Pion blanc sur case blanche a2 · Pion blanc sur case noire b2 · Pion blanc sur case blanche g2 · Pion blanc sur case noire h2 · Tour blanche sur case noire a1 · Dame blanche sur case blanche d1 · Roi blanc sur case noire e1 · Tour blanche sur case blanche h1 | Tour noire sur case blanche a8 · Dame noire sur case noire d8 · Tour noire sur case noire f8 · Roi noir sur case blanche g8 · Pion noir sur case noire a7 · Fou noir sur case blanche b7 · Cavalier noir sur case blanche d7 · Fou noir sur case noire e7 · Pion noir sur case blanche f7 · Pion noir sur case noire g7 · Pion noir sur case blanche h7 · Pion noir sur case noire b6 · Cavalier noir sur case noire f6 · Pion noir sur case noire c5 · Pion noir sur case blanche d5 · Cavalier blanc sur case noire e5 · Fou blanc sur case noire g5 · Pion blanc sur case noire d4 · Pion blanc sur case noire f4 · Cavalier blanc sur case noire c3 · Fou blanc sur case blanche d3 · Pion blanc sur case noire e3 · Pion blanc sur case blanche a2 · Pion blanc sur case noire b2 · Pion blanc sur case blanche g2 · Pion blanc sur case noire h2 · Tour blanche sur case noire a1 · Dame blanche sur case blanche d1 · Roi blanc sur case noire e1 · Tour blanche sur case blanche h1 | Tour noire sur case blanche a8 · Dame noire sur case noire d8 · Tour noire sur case noire f8 · Roi noir sur case blanche g8 · Pion noir sur case noire a7 · Fou noir sur case blanche b7 · Cavalier noir sur case blanche d7 · Fou noir sur case noire e7 · Pion noir sur case blanche f7 · Pion noir sur case noire g7 · Pion noir sur case blanche h7 · Pion noir sur case noire b6 · Cavalier noir sur case noire f6 · Pion noir sur case noire c5 · Pion noir sur case blanche d5 · Cavalier blanc sur case noire e5 · Fou blanc sur case noire g5 · Pion blanc sur case noire d4 · Pion blanc sur case noire f4 · Cavalier blanc sur case noire c3 · Fou blanc sur case blanche d3 · Pion blanc sur case noire e3 · Pion blanc sur case blanche a2 · Pion blanc sur case noire b2 · Pion blanc sur case blanche g2 · Pion blanc sur case noire h2 · Tour blanche sur case noire a1 · Dame blanche sur case blanche d1 · Roi blanc sur case noire e1 · Tour blanche sur case blanche h1 | Tour noire sur case blanche a8 · Dame noire sur case noire d8 · Tour noire sur case noire f8 · Roi noir sur case blanche g8 · Pion noir sur case noire a7 · Fou noir sur case blanche b7 · Cavalier noir sur case blanche d7 · Fou noir sur case noire e7 · Pion noir sur case blanche f7 · Pion noir sur case noire g7 · Pion noir sur case blanche h7 · Pion noir sur case noire b6 · Cavalier noir sur case noire f6 · Pion noir sur case noire c5 · Pion noir sur case blanche d5 · Cavalier blanc sur case noire e5 · Fou blanc sur case noire g5 · Pion blanc sur case noire d4 · Pion blanc sur case noire f4 · Cavalier blanc sur case noire c3 · Fou blanc sur case blanche d3 · Pion blanc sur case noire e3 · Pion blanc sur case blanche a2 · Pion blanc sur case noire b2 · Pion blanc sur case blanche g2 · Pion blanc sur case noire h2 · Tour blanche sur case noire a1 · Dame blanche sur case blanche d1 · Roi blanc sur case noire e1 · Tour blanche sur case blanche h1 | Tour noire sur case blanche a8 · Dame noire sur case noire d8 · Tour noire sur case noire f8 · Roi noir sur case blanche g8 · Pion noir sur case noire a7 · Fou noir sur case blanche b7 · Cavalier noir sur case blanche d7 · Fou noir sur case noire e7 · Pion noir sur case blanche f7 · Pion noir sur case noire g7 · Pion noir sur case blanche h7 · Pion noir sur case noire b6 · Cavalier noir sur case noire f6 · Pion noir sur case noire c5 · Pion noir sur case blanche d5 · Cavalier blanc sur case noire e5 · Fou blanc sur case noire g5 · Pion blanc sur case noire d4 · Pion blanc sur case noire f4 · Cavalier blanc sur case noire c3 · Fou blanc sur case blanche d3 · Pion blanc sur case noire e3 · Pion blanc sur case blanche a2 · Pion blanc sur case noire b2 · Pion blanc sur case blanche g2 · Pion blanc sur case noire h2 · Tour blanche sur case noire a1 · Dame blanche sur case blanche d1 · Roi blanc sur case noire e1 · Tour blanche sur case blanche h1 | Tour noire sur case blanche a8 · Dame noire sur case noire d8 · Tour noire sur case noire f8 · Roi noir sur case blanche g8 · Pion noir sur case noire a7 · Fou noir sur case blanche b7 · Cavalier noir sur case blanche d7 · Fou noir sur case noire e7 · Pion noir sur case blanche f7 · Pion noir sur case noire g7 · Pion noir sur case blanche h7 · Pion noir sur case noire b6 · Cavalier noir sur case noire f6 · Pion noir sur case noire c5 · Pion noir sur case blanche d5 · Cavalier blanc sur case noire e5 · Fou blanc sur case noire g5 · Pion blanc sur case noire d4 · Pion blanc sur case noire f4 · Cavalier blanc sur case noire c3 · Fou blanc sur case blanche d3 · Pion blanc sur case noire e3 · Pion blanc sur case blanche a2 · Pion blanc sur case noire b2 · Pion blanc sur case blanche g2 · Pion blanc sur case noire h2 · Tour blanche sur case noire a1 · Dame blanche sur case blanche d1 · Roi blanc sur case noire e1 · Tour blanche sur case blanche h1 | 4 |
| 3 | Tour noire sur case blanche a8 · Dame noire sur case noire d8 · Tour noire sur case noire f8 · Roi noir sur case blanche g8 · Pion noir sur case noire a7 · Fou noir sur case blanche b7 · Cavalier noir sur case blanche d7 · Fou noir sur case noire e7 · Pion noir sur case blanche f7 · Pion noir sur case noire g7 · Pion noir sur case blanche h7 · Pion noir sur case noire b6 · Cavalier noir sur case noire f6 · Pion noir sur case noire c5 · Pion noir sur case blanche d5 · Cavalier blanc sur case noire e5 · Fou blanc sur case noire g5 · Pion blanc sur case noire d4 · Pion blanc sur case noire f4 · Cavalier blanc sur case noire c3 · Fou blanc sur case blanche d3 · Pion blanc sur case noire e3 · Pion blanc sur case blanche a2 · Pion blanc sur case noire b2 · Pion blanc sur case blanche g2 · Pion blanc sur case noire h2 · Tour blanche sur case noire a1 · Dame blanche sur case blanche d1 · Roi blanc sur case noire e1 · Tour blanche sur case blanche h1 | Tour noire sur case blanche a8 · Dame noire sur case noire d8 · Tour noire sur case noire f8 · Roi noir sur case blanche g8 · Pion noir sur case noire a7 · Fou noir sur case blanche b7 · Cavalier noir sur case blanche d7 · Fou noir sur case noire e7 · Pion noir sur case blanche f7 · Pion noir sur case noire g7 · Pion noir sur case blanche h7 · Pion noir sur case noire b6 · Cavalier noir sur case noire f6 · Pion noir sur case noire c5 · Pion noir sur case blanche d5 · Cavalier blanc sur case noire e5 · Fou blanc sur case noire g5 · Pion blanc sur case noire d4 · Pion blanc sur case noire f4 · Cavalier blanc sur case noire c3 · Fou blanc sur case blanche d3 · Pion blanc sur case noire e3 · Pion blanc sur case blanche a2 · Pion blanc sur case noire b2 · Pion blanc sur case blanche g2 · Pion blanc sur case noire h2 · Tour blanche sur case noire a1 · Dame blanche sur case blanche d1 · Roi blanc sur case noire e1 · Tour blanche sur case blanche h1 | Tour noire sur case blanche a8 · Dame noire sur case noire d8 · Tour noire sur case noire f8 · Roi noir sur case blanche g8 · Pion noir sur case noire a7 · Fou noir sur case blanche b7 · Cavalier noir sur case blanche d7 · Fou noir sur case noire e7 · Pion noir sur case blanche f7 · Pion noir sur case noire g7 · Pion noir sur case blanche h7 · Pion noir sur case noire b6 · Cavalier noir sur case noire f6 · Pion noir sur case noire c5 · Pion noir sur case blanche d5 · Cavalier blanc sur case noire e5 · Fou blanc sur case noire g5 · Pion blanc sur case noire d4 · Pion blanc sur case noire f4 · Cavalier blanc sur case noire c3 · Fou blanc sur case blanche d3 · Pion blanc sur case noire e3 · Pion blanc sur case blanche a2 · Pion blanc sur case noire b2 · Pion blanc sur case blanche g2 · Pion blanc sur case noire h2 · Tour blanche sur case noire a1 · Dame blanche sur case blanche d1 · Roi blanc sur case noire e1 · Tour blanche sur case blanche h1 | Tour noire sur case blanche a8 · Dame noire sur case noire d8 · Tour noire sur case noire f8 · Roi noir sur case blanche g8 · Pion noir sur case noire a7 · Fou noir sur case blanche b7 · Cavalier noir sur case blanche d7 · Fou noir sur case noire e7 · Pion noir sur case blanche f7 · Pion noir sur case noire g7 · Pion noir sur case blanche h7 · Pion noir sur case noire b6 · Cavalier noir sur case noire f6 · Pion noir sur case noire c5 · Pion noir sur case blanche d5 · Cavalier blanc sur case noire e5 · Fou blanc sur case noire g5 · Pion blanc sur case noire d4 · Pion blanc sur case noire f4 · Cavalier blanc sur case noire c3 · Fou blanc sur case blanche d3 · Pion blanc sur case noire e3 · Pion blanc sur case blanche a2 · Pion blanc sur case noire b2 · Pion blanc sur case blanche g2 · Pion blanc sur case noire h2 · Tour blanche sur case noire a1 · Dame blanche sur case blanche d1 · Roi blanc sur case noire e1 · Tour blanche sur case blanche h1 | Tour noire sur case blanche a8 · Dame noire sur case noire d8 · Tour noire sur case noire f8 · Roi noir sur case blanche g8 · Pion noir sur case noire a7 · Fou noir sur case blanche b7 · Cavalier noir sur case blanche d7 · Fou noir sur case noire e7 · Pion noir sur case blanche f7 · Pion noir sur case noire g7 · Pion noir sur case blanche h7 · Pion noir sur case noire b6 · Cavalier noir sur case noire f6 · Pion noir sur case noire c5 · Pion noir sur case blanche d5 · Cavalier blanc sur case noire e5 · Fou blanc sur case noire g5 · Pion blanc sur case noire d4 · Pion blanc sur case noire f4 · Cavalier blanc sur case noire c3 · Fou blanc sur case blanche d3 · Pion blanc sur case noire e3 · Pion blanc sur case blanche a2 · Pion blanc sur case noire b2 · Pion blanc sur case blanche g2 · Pion blanc sur case noire h2 · Tour blanche sur case noire a1 · Dame blanche sur case blanche d1 · Roi blanc sur case noire e1 · Tour blanche sur case blanche h1 | Tour noire sur case blanche a8 · Dame noire sur case noire d8 · Tour noire sur case noire f8 · Roi noir sur case blanche g8 · Pion noir sur case noire a7 · Fou noir sur case blanche b7 · Cavalier noir sur case blanche d7 · Fou noir sur case noire e7 · Pion noir sur case blanche f7 · Pion noir sur case noire g7 · Pion noir sur case blanche h7 · Pion noir sur case noire b6 · Cavalier noir sur case noire f6 · Pion noir sur case noire c5 · Pion noir sur case blanche d5 · Cavalier blanc sur case noire e5 · Fou blanc sur case noire g5 · Pion blanc sur case noire d4 · Pion blanc sur case noire f4 · Cavalier blanc sur case noire c3 · Fou blanc sur case blanche d3 · Pion blanc sur case noire e3 · Pion blanc sur case blanche a2 · Pion blanc sur case noire b2 · Pion blanc sur case blanche g2 · Pion blanc sur case noire h2 · Tour blanche sur case noire a1 · Dame blanche sur case blanche d1 · Roi blanc sur case noire e1 · Tour blanche sur case blanche h1 | Tour noire sur case blanche a8 · Dame noire sur case noire d8 · Tour noire sur case noire f8 · Roi noir sur case blanche g8 · Pion noir sur case noire a7 · Fou noir sur case blanche b7 · Cavalier noir sur case blanche d7 · Fou noir sur case noire e7 · Pion noir sur case blanche f7 · Pion noir sur case noire g7 · Pion noir sur case blanche h7 · Pion noir sur case noire b6 · Cavalier noir sur case noire f6 · Pion noir sur case noire c5 · Pion noir sur case blanche d5 · Cavalier blanc sur case noire e5 · Fou blanc sur case noire g5 · Pion blanc sur case noire d4 · Pion blanc sur case noire f4 · Cavalier blanc sur case noire c3 · Fou blanc sur case blanche d3 · Pion blanc sur case noire e3 · Pion blanc sur case blanche a2 · Pion blanc sur case noire b2 · Pion blanc sur case blanche g2 · Pion blanc sur case noire h2 · Tour blanche sur case noire a1 · Dame blanche sur case blanche d1 · Roi blanc sur case noire e1 · Tour blanche sur case blanche h1 | Tour noire sur case blanche a8 · Dame noire sur case noire d8 · Tour noire sur case noire f8 · Roi noir sur case blanche g8 · Pion noir sur case noire a7 · Fou noir sur case blanche b7 · Cavalier noir sur case blanche d7 · Fou noir sur case noire e7 · Pion noir sur case blanche f7 · Pion noir sur case noire g7 · Pion noir sur case blanche h7 · Pion noir sur case noire b6 · Cavalier noir sur case noire f6 · Pion noir sur case noire c5 · Pion noir sur case blanche d5 · Cavalier blanc sur case noire e5 · Fou blanc sur case noire g5 · Pion blanc sur case noire d4 · Pion blanc sur case noire f4 · Cavalier blanc sur case noire c3 · Fou blanc sur case blanche d3 · Pion blanc sur case noire e3 · Pion blanc sur case blanche a2 · Pion blanc sur case noire b2 · Pion blanc sur case blanche g2 · Pion blanc sur case noire h2 · Tour blanche sur case noire a1 · Dame blanche sur case blanche d1 · Roi blanc sur case noire e1 · Tour blanche sur case blanche h1 | 3 |
| 2 | Tour noire sur case blanche a8 · Dame noire sur case noire d8 · Tour noire sur case noire f8 · Roi noir sur case blanche g8 · Pion noir sur case noire a7 · Fou noir sur case blanche b7 · Cavalier noir sur case blanche d7 · Fou noir sur case noire e7 · Pion noir sur case blanche f7 · Pion noir sur case noire g7 · Pion noir sur case blanche h7 · Pion noir sur case noire b6 · Cavalier noir sur case noire f6 · Pion noir sur case noire c5 · Pion noir sur case blanche d5 · Cavalier blanc sur case noire e5 · Fou blanc sur case noire g5 · Pion blanc sur case noire d4 · Pion blanc sur case noire f4 · Cavalier blanc sur case noire c3 · Fou blanc sur case blanche d3 · Pion blanc sur case noire e3 · Pion blanc sur case blanche a2 · Pion blanc sur case noire b2 · Pion blanc sur case blanche g2 · Pion blanc sur case noire h2 · Tour blanche sur case noire a1 · Dame blanche sur case blanche d1 · Roi blanc sur case noire e1 · Tour blanche sur case blanche h1 | Tour noire sur case blanche a8 · Dame noire sur case noire d8 · Tour noire sur case noire f8 · Roi noir sur case blanche g8 · Pion noir sur case noire a7 · Fou noir sur case blanche b7 · Cavalier noir sur case blanche d7 · Fou noir sur case noire e7 · Pion noir sur case blanche f7 · Pion noir sur case noire g7 · Pion noir sur case blanche h7 · Pion noir sur case noire b6 · Cavalier noir sur case noire f6 · Pion noir sur case noire c5 · Pion noir sur case blanche d5 · Cavalier blanc sur case noire e5 · Fou blanc sur case noire g5 · Pion blanc sur case noire d4 · Pion blanc sur case noire f4 · Cavalier blanc sur case noire c3 · Fou blanc sur case blanche d3 · Pion blanc sur case noire e3 · Pion blanc sur case blanche a2 · Pion blanc sur case noire b2 · Pion blanc sur case blanche g2 · Pion blanc sur case noire h2 · Tour blanche sur case noire a1 · Dame blanche sur case blanche d1 · Roi blanc sur case noire e1 · Tour blanche sur case blanche h1 | Tour noire sur case blanche a8 · Dame noire sur case noire d8 · Tour noire sur case noire f8 · Roi noir sur case blanche g8 · Pion noir sur case noire a7 · Fou noir sur case blanche b7 · Cavalier noir sur case blanche d7 · Fou noir sur case noire e7 · Pion noir sur case blanche f7 · Pion noir sur case noire g7 · Pion noir sur case blanche h7 · Pion noir sur case noire b6 · Cavalier noir sur case noire f6 · Pion noir sur case noire c5 · Pion noir sur case blanche d5 · Cavalier blanc sur case noire e5 · Fou blanc sur case noire g5 · Pion blanc sur case noire d4 · Pion blanc sur case noire f4 · Cavalier blanc sur case noire c3 · Fou blanc sur case blanche d3 · Pion blanc sur case noire e3 · Pion blanc sur case blanche a2 · Pion blanc sur case noire b2 · Pion blanc sur case blanche g2 · Pion blanc sur case noire h2 · Tour blanche sur case noire a1 · Dame blanche sur case blanche d1 · Roi blanc sur case noire e1 · Tour blanche sur case blanche h1 | Tour noire sur case blanche a8 · Dame noire sur case noire d8 · Tour noire sur case noire f8 · Roi noir sur case blanche g8 · Pion noir sur case noire a7 · Fou noir sur case blanche b7 · Cavalier noir sur case blanche d7 · Fou noir sur case noire e7 · Pion noir sur case blanche f7 · Pion noir sur case noire g7 · Pion noir sur case blanche h7 · Pion noir sur case noire b6 · Cavalier noir sur case noire f6 · Pion noir sur case noire c5 · Pion noir sur case blanche d5 · Cavalier blanc sur case noire e5 · Fou blanc sur case noire g5 · Pion blanc sur case noire d4 · Pion blanc sur case noire f4 · Cavalier blanc sur case noire c3 · Fou blanc sur case blanche d3 · Pion blanc sur case noire e3 · Pion blanc sur case blanche a2 · Pion blanc sur case noire b2 · Pion blanc sur case blanche g2 · Pion blanc sur case noire h2 · Tour blanche sur case noire a1 · Dame blanche sur case blanche d1 · Roi blanc sur case noire e1 · Tour blanche sur case blanche h1 | Tour noire sur case blanche a8 · Dame noire sur case noire d8 · Tour noire sur case noire f8 · Roi noir sur case blanche g8 · Pion noir sur case noire a7 · Fou noir sur case blanche b7 · Cavalier noir sur case blanche d7 · Fou noir sur case noire e7 · Pion noir sur case blanche f7 · Pion noir sur case noire g7 · Pion noir sur case blanche h7 · Pion noir sur case noire b6 · Cavalier noir sur case noire f6 · Pion noir sur case noire c5 · Pion noir sur case blanche d5 · Cavalier blanc sur case noire e5 · Fou blanc sur case noire g5 · Pion blanc sur case noire d4 · Pion blanc sur case noire f4 · Cavalier blanc sur case noire c3 · Fou blanc sur case blanche d3 · Pion blanc sur case noire e3 · Pion blanc sur case blanche a2 · Pion blanc sur case noire b2 · Pion blanc sur case blanche g2 · Pion blanc sur case noire h2 · Tour blanche sur case noire a1 · Dame blanche sur case blanche d1 · Roi blanc sur case noire e1 · Tour blanche sur case blanche h1 | Tour noire sur case blanche a8 · Dame noire sur case noire d8 · Tour noire sur case noire f8 · Roi noir sur case blanche g8 · Pion noir sur case noire a7 · Fou noir sur case blanche b7 · Cavalier noir sur case blanche d7 · Fou noir sur case noire e7 · Pion noir sur case blanche f7 · Pion noir sur case noire g7 · Pion noir sur case blanche h7 · Pion noir sur case noire b6 · Cavalier noir sur case noire f6 · Pion noir sur case noire c5 · Pion noir sur case blanche d5 · Cavalier blanc sur case noire e5 · Fou blanc sur case noire g5 · Pion blanc sur case noire d4 · Pion blanc sur case noire f4 · Cavalier blanc sur case noire c3 · Fou blanc sur case blanche d3 · Pion blanc sur case noire e3 · Pion blanc sur case blanche a2 · Pion blanc sur case noire b2 · Pion blanc sur case blanche g2 · Pion blanc sur case noire h2 · Tour blanche sur case noire a1 · Dame blanche sur case blanche d1 · Roi blanc sur case noire e1 · Tour blanche sur case blanche h1 | Tour noire sur case blanche a8 · Dame noire sur case noire d8 · Tour noire sur case noire f8 · Roi noir sur case blanche g8 · Pion noir sur case noire a7 · Fou noir sur case blanche b7 · Cavalier noir sur case blanche d7 · Fou noir sur case noire e7 · Pion noir sur case blanche f7 · Pion noir sur case noire g7 · Pion noir sur case blanche h7 · Pion noir sur case noire b6 · Cavalier noir sur case noire f6 · Pion noir sur case noire c5 · Pion noir sur case blanche d5 · Cavalier blanc sur case noire e5 · Fou blanc sur case noire g5 · Pion blanc sur case noire d4 · Pion blanc sur case noire f4 · Cavalier blanc sur case noire c3 · Fou blanc sur case blanche d3 · Pion blanc sur case noire e3 · Pion blanc sur case blanche a2 · Pion blanc sur case noire b2 · Pion blanc sur case blanche g2 · Pion blanc sur case noire h2 · Tour blanche sur case noire a1 · Dame blanche sur case blanche d1 · Roi blanc sur case noire e1 · Tour blanche sur case blanche h1 | Tour noire sur case blanche a8 · Dame noire sur case noire d8 · Tour noire sur case noire f8 · Roi noir sur case blanche g8 · Pion noir sur case noire a7 · Fou noir sur case blanche b7 · Cavalier noir sur case blanche d7 · Fou noir sur case noire e7 · Pion noir sur case blanche f7 · Pion noir sur case noire g7 · Pion noir sur case blanche h7 · Pion noir sur case noire b6 · Cavalier noir sur case noire f6 · Pion noir sur case noire c5 · Pion noir sur case blanche d5 · Cavalier blanc sur case noire e5 · Fou blanc sur case noire g5 · Pion blanc sur case noire d4 · Pion blanc sur case noire f4 · Cavalier blanc sur case noire c3 · Fou blanc sur case blanche d3 · Pion blanc sur case noire e3 · Pion blanc sur case blanche a2 · Pion blanc sur case noire b2 · Pion blanc sur case blanche g2 · Pion blanc sur case noire h2 · Tour blanche sur case noire a1 · Dame blanche sur case blanche d1 · Roi blanc sur case noire e1 · Tour blanche sur case blanche h1 | 2 |
| 1 | Tour noire sur case blanche a8 · Dame noire sur case noire d8 · Tour noire sur case noire f8 · Roi noir sur case blanche g8 · Pion noir sur case noire a7 · Fou noir sur case blanche b7 · Cavalier noir sur case blanche d7 · Fou noir sur case noire e7 · Pion noir sur case blanche f7 · Pion noir sur case noire g7 · Pion noir sur case blanche h7 · Pion noir sur case noire b6 · Cavalier noir sur case noire f6 · Pion noir sur case noire c5 · Pion noir sur case blanche d5 · Cavalier blanc sur case noire e5 · Fou blanc sur case noire g5 · Pion blanc sur case noire d4 · Pion blanc sur case noire f4 · Cavalier blanc sur case noire c3 · Fou blanc sur case blanche d3 · Pion blanc sur case noire e3 · Pion blanc sur case blanche a2 · Pion blanc sur case noire b2 · Pion blanc sur case blanche g2 · Pion blanc sur case noire h2 · Tour blanche sur case noire a1 · Dame blanche sur case blanche d1 · Roi blanc sur case noire e1 · Tour blanche sur case blanche h1 | Tour noire sur case blanche a8 · Dame noire sur case noire d8 · Tour noire sur case noire f8 · Roi noir sur case blanche g8 · Pion noir sur case noire a7 · Fou noir sur case blanche b7 · Cavalier noir sur case blanche d7 · Fou noir sur case noire e7 · Pion noir sur case blanche f7 · Pion noir sur case noire g7 · Pion noir sur case blanche h7 · Pion noir sur case noire b6 · Cavalier noir sur case noire f6 · Pion noir sur case noire c5 · Pion noir sur case blanche d5 · Cavalier blanc sur case noire e5 · Fou blanc sur case noire g5 · Pion blanc sur case noire d4 · Pion blanc sur case noire f4 · Cavalier blanc sur case noire c3 · Fou blanc sur case blanche d3 · Pion blanc sur case noire e3 · Pion blanc sur case blanche a2 · Pion blanc sur case noire b2 · Pion blanc sur case blanche g2 · Pion blanc sur case noire h2 · Tour blanche sur case noire a1 · Dame blanche sur case blanche d1 · Roi blanc sur case noire e1 · Tour blanche sur case blanche h1 | Tour noire sur case blanche a8 · Dame noire sur case noire d8 · Tour noire sur case noire f8 · Roi noir sur case blanche g8 · Pion noir sur case noire a7 · Fou noir sur case blanche b7 · Cavalier noir sur case blanche d7 · Fou noir sur case noire e7 · Pion noir sur case blanche f7 · Pion noir sur case noire g7 · Pion noir sur case blanche h7 · Pion noir sur case noire b6 · Cavalier noir sur case noire f6 · Pion noir sur case noire c5 · Pion noir sur case blanche d5 · Cavalier blanc sur case noire e5 · Fou blanc sur case noire g5 · Pion blanc sur case noire d4 · Pion blanc sur case noire f4 · Cavalier blanc sur case noire c3 · Fou blanc sur case blanche d3 · Pion blanc sur case noire e3 · Pion blanc sur case blanche a2 · Pion blanc sur case noire b2 · Pion blanc sur case blanche g2 · Pion blanc sur case noire h2 · Tour blanche sur case noire a1 · Dame blanche sur case blanche d1 · Roi blanc sur case noire e1 · Tour blanche sur case blanche h1 | Tour noire sur case blanche a8 · Dame noire sur case noire d8 · Tour noire sur case noire f8 · Roi noir sur case blanche g8 · Pion noir sur case noire a7 · Fou noir sur case blanche b7 · Cavalier noir sur case blanche d7 · Fou noir sur case noire e7 · Pion noir sur case blanche f7 · Pion noir sur case noire g7 · Pion noir sur case blanche h7 · Pion noir sur case noire b6 · Cavalier noir sur case noire f6 · Pion noir sur case noire c5 · Pion noir sur case blanche d5 · Cavalier blanc sur case noire e5 · Fou blanc sur case noire g5 · Pion blanc sur case noire d4 · Pion blanc sur case noire f4 · Cavalier blanc sur case noire c3 · Fou blanc sur case blanche d3 · Pion blanc sur case noire e3 · Pion blanc sur case blanche a2 · Pion blanc sur case noire b2 · Pion blanc sur case blanche g2 · Pion blanc sur case noire h2 · Tour blanche sur case noire a1 · Dame blanche sur case blanche d1 · Roi blanc sur case noire e1 · Tour blanche sur case blanche h1 | Tour noire sur case blanche a8 · Dame noire sur case noire d8 · Tour noire sur case noire f8 · Roi noir sur case blanche g8 · Pion noir sur case noire a7 · Fou noir sur case blanche b7 · Cavalier noir sur case blanche d7 · Fou noir sur case noire e7 · Pion noir sur case blanche f7 · Pion noir sur case noire g7 · Pion noir sur case blanche h7 · Pion noir sur case noire b6 · Cavalier noir sur case noire f6 · Pion noir sur case noire c5 · Pion noir sur case blanche d5 · Cavalier blanc sur case noire e5 · Fou blanc sur case noire g5 · Pion blanc sur case noire d4 · Pion blanc sur case noire f4 · Cavalier blanc sur case noire c3 · Fou blanc sur case blanche d3 · Pion blanc sur case noire e3 · Pion blanc sur case blanche a2 · Pion blanc sur case noire b2 · Pion blanc sur case blanche g2 · Pion blanc sur case noire h2 · Tour blanche sur case noire a1 · Dame blanche sur case blanche d1 · Roi blanc sur case noire e1 · Tour blanche sur case blanche h1 | Tour noire sur case blanche a8 · Dame noire sur case noire d8 · Tour noire sur case noire f8 · Roi noir sur case blanche g8 · Pion noir sur case noire a7 · Fou noir sur case blanche b7 · Cavalier noir sur case blanche d7 · Fou noir sur case noire e7 · Pion noir sur case blanche f7 · Pion noir sur case noire g7 · Pion noir sur case blanche h7 · Pion noir sur case noire b6 · Cavalier noir sur case noire f6 · Pion noir sur case noire c5 · Pion noir sur case blanche d5 · Cavalier blanc sur case noire e5 · Fou blanc sur case noire g5 · Pion blanc sur case noire d4 · Pion blanc sur case noire f4 · Cavalier blanc sur case noire c3 · Fou blanc sur case blanche d3 · Pion blanc sur case noire e3 · Pion blanc sur case blanche a2 · Pion blanc sur case noire b2 · Pion blanc sur case blanche g2 · Pion blanc sur case noire h2 · Tour blanche sur case noire a1 · Dame blanche sur case blanche d1 · Roi blanc sur case noire e1 · Tour blanche sur case blanche h1 | Tour noire sur case blanche a8 · Dame noire sur case noire d8 · Tour noire sur case noire f8 · Roi noir sur case blanche g8 · Pion noir sur case noire a7 · Fou noir sur case blanche b7 · Cavalier noir sur case blanche d7 · Fou noir sur case noire e7 · Pion noir sur case blanche f7 · Pion noir sur case noire g7 · Pion noir sur case blanche h7 · Pion noir sur case noire b6 · Cavalier noir sur case noire f6 · Pion noir sur case noire c5 · Pion noir sur case blanche d5 · Cavalier blanc sur case noire e5 · Fou blanc sur case noire g5 · Pion blanc sur case noire d4 · Pion blanc sur case noire f4 · Cavalier blanc sur case noire c3 · Fou blanc sur case blanche d3 · Pion blanc sur case noire e3 · Pion blanc sur case blanche a2 · Pion blanc sur case noire b2 · Pion blanc sur case blanche g2 · Pion blanc sur case noire h2 · Tour blanche sur case noire a1 · Dame blanche sur case blanche d1 · Roi blanc sur case noire e1 · Tour blanche sur case blanche h1 | Tour noire sur case blanche a8 · Dame noire sur case noire d8 · Tour noire sur case noire f8 · Roi noir sur case blanche g8 · Pion noir sur case noire a7 · Fou noir sur case blanche b7 · Cavalier noir sur case blanche d7 · Fou noir sur case noire e7 · Pion noir sur case blanche f7 · Pion noir sur case noire g7 · Pion noir sur case blanche h7 · Pion noir sur case noire b6 · Cavalier noir sur case noire f6 · Pion noir sur case noire c5 · Pion noir sur case blanche d5 · Cavalier blanc sur case noire e5 · Fou blanc sur case noire g5 · Pion blanc sur case noire d4 · Pion blanc sur case noire f4 · Cavalier blanc sur case noire c3 · Fou blanc sur case blanche d3 · Pion blanc sur case noire e3 · Pion blanc sur case blanche a2 · Pion blanc sur case noire b2 · Pion blanc sur case blanche g2 · Pion blanc sur case noire h2 · Tour blanche sur case noire a1 · Dame blanche sur case blanche d1 · Roi blanc sur case noire e1 · Tour blanche sur case blanche h1 | 1 |
|   | a | b | c | d | e | f | g | h |   |

Pillsbury - Marco, Paris, 1900
1. d4 d5 2. c4 e6 3. Cc3 Cf6 4. Fg5 Ce n'est pas Pillsbury qui a introduit ce coup dans la pratique annoté comme « ne menant pas à de bons résultats » par un commentateur en 1895, mais au Tournoi d'Hastings 1895, Pillsbury en a démontré toute la virulence 4...Fe7 5. e3 0-0 6. Cf3 b6 7. Fd3 Fb7 8. cxd5 exd5 9. Ce5 Cbd7 10. f4 (Attaque dite Pillsbury avec Cf3-e5 puis f2-f4) c5? (voir diagramme) 10...Ce4, obsruant la diagonale du Fd3 et permettant ...f6 ou ...f5, était meilleur 11. 0-0? 11. Df3 s'imposait selon Bruno San Marco c4 12. Fc2 a6? 13. Df3! b5 14. Dh3 g6 15. f5! b4 16. fxg6 hxg6 17. Dh4! (17. Cxd7 Dxd7 18. Dxd7 Cxd7 19. Fxe7 bxc3 20. Fxf8 cxb2 21. Tab1 Txf8 22. Txb2 est moins bon) bxc3 18. Cxd7 Dxd7? (18...Cxd7 19. Fxe7 cxb2 20. Tab1) 19. Txf6! a5 20. Taf1 Ta6 21. Fxg6! fxg6 22. Txf8+ Fxf8 23. Txf8+! Rxf8 24. Dh8+ Rf7 25. Dh7+ 1-0.